# Улица Ленина (Ульяновск)
У́лица Ле́нина (ранее Большая Свияжская, Московская) — историческая улица Ульяновска, расположена в Ленинском районе. Пролегает с запада на восток, начинаясь от Набережной реки Свияги и заканчиваясь на Спасской улице. Имеет пересечения с улицами Гончарова, Железной дивизии, Александра Матросова, Энгельса, Крымова и Комсомольским переулком. На этой улице в детские годы жил Владимир Ильич Ленин.

## История

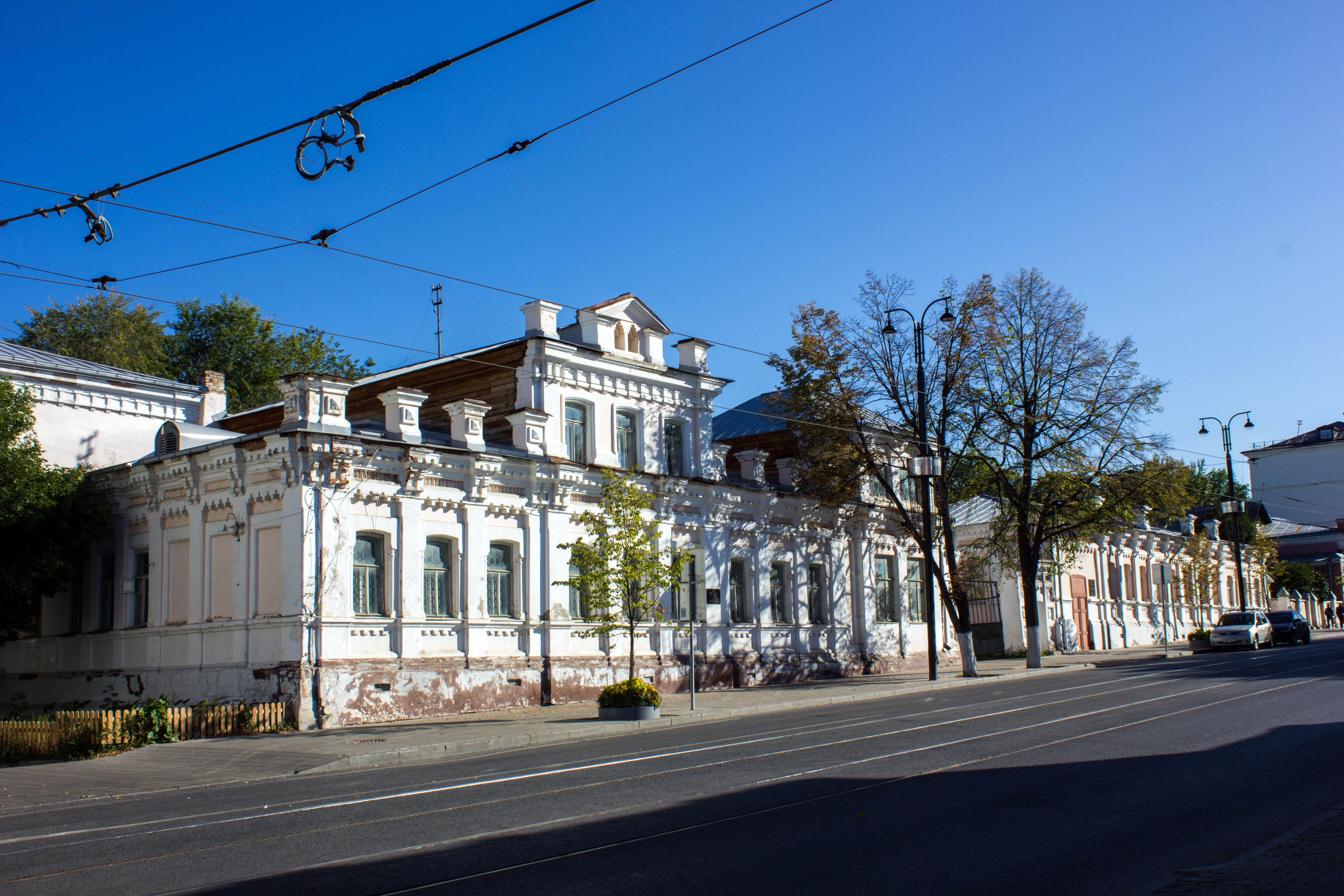
Усадьба купца И. Макке, улица Ленина, 95, 97.

Московская улица ведёт свою историю едва ли не с основания Симбирска. Всё началось с Вознесенской башни Симбирского кремля. Близ башни вдоль дороги вскоре появились дома, а затем из них вырос целый порядок. В низу у реки Свияга была основана Свияжская слобода (с 1708 — Конно-Подгородная Слобода), в которой в 1654 году была построена Богоявленская церковь. В скором времени появилось наименование улицы — Большая Свияжская. В 1697 году Большая Свияжская получила права гражданства и упоминалась в качестве одной из важнейших городских улиц. Старее её были только лишь Панская (ныне — Энгельса), Чебоксарская (ныне — Бебеля) и Казанская (ныне — Красноармейская) улицы. Со временем улицу переименовали в Московскую. В конце XIX века на ней числилось 833 домовладения.
В здании на перекрёстке Большой Саратовской (ныне — Гончарова) в Московской в 1812 году родился И. А. Гончаров. Помнила улица и пребывание высочайших особ. Так, в 1824 году, государь император Александр I въезжал в Симбирск и в сопровождении своей свиты и администрации города направлялся по Московской улице в самый центр — к Соборной площади.
Московская периодически подвергалась пожарам. В 1864 году верхняя часть улицы, что от Овражного переулка, выгорела.
Новая веха в истории Старой Московской была связана с переездом сюда семьи Ульяновых.
К 1912 году улица входила в число четырёх лучших и была шоссирована. По вечерам фонарщики регулярно зажигали на ней огни. Вдоль Московской стояли столбы с проводами, действовала телеграфная линия.
Московская улица поднималась от Свияги. Левее её был виден овраг речки Симбирки, а на другом его берегу — Большая Конная улица (ныне — Марата), которая вела на Ярмарочную площадь (ныне — площадь Марата). Вокруг Ярмарочной площади была расположена большая часть постоялых дворов, гостиниц, питейных заведений Симбирска.
В 1920-х годах была переименована в улица Ленина, а 10 декабря 1923 года, в доме, где жила семья Ульяновых с 1878 по 1887 год, был открыт Дом-музей В. И. Ленина.
В 1954 году по улице была пущена первая линия Ульяновского трамвая.
В 1965 году, на месте снесённого Вознесенского собора, установили Памятник И. А. Гончарову.
В 1981 году на улице Ленина был образован Государственный историко-мемориальный музей-заповедник «Родина В. И. Ленина», включающий в себя целый ряд старинных домов, в которых размещаются различные музеи.

## Описание
Улица фактически состоит из двух частей: первая - от Свияги до пересечения с улицей Железной Дивизии. Здесь расположены старые дореволюционные домики, музей, многие из которых являются частью музей-заповедника «Родина В. И. Ленина». Это тихая и уютная улочка. Вторая же часть от дома 100 (по чётной стороне), где находится лютерантская церковь до центрального конца улицы, где она пересекается со Спасской и переходит в Троицкий переулок. Это оживлённый участок с большим количеством зданий советского периода, многоквартирных домов и магазинов, но и музеи также присутствуют. В этой части проходит трамвайная линия. Комплексной реконструкции в 2021 году была подвергнута только вторая часть.

### Примечательные здания и сооружения

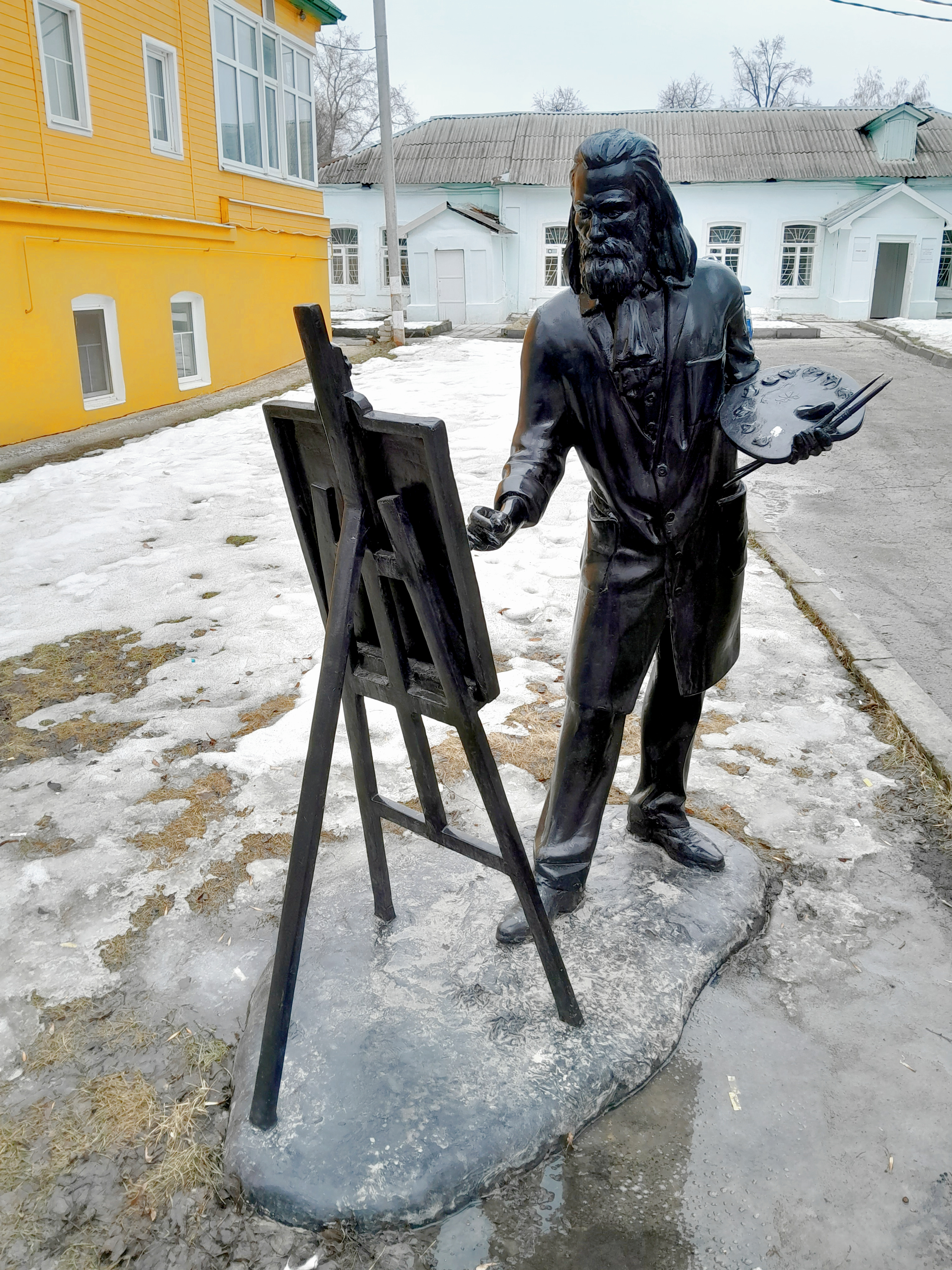
Скульптура «Художник».

- Скульптура «Пожарный».Скульптура «Женщина на лавке».Скульптура «Трубочист».Скульптура «Фотограф».Скульптура «Художник».Дом-музей В. И. Ленина (филиал Ленинского мемориала)

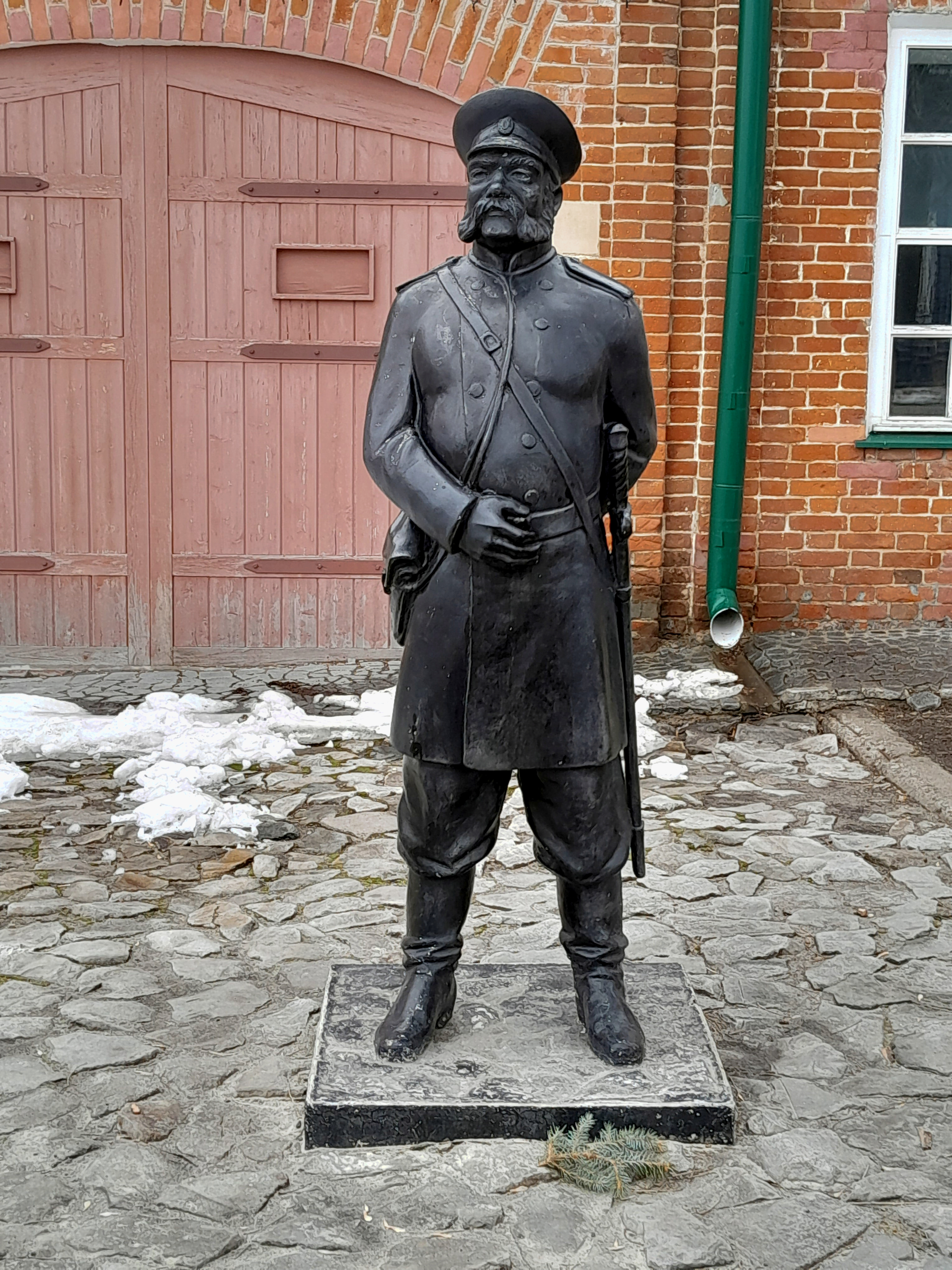
Скульптура «Пожарный».

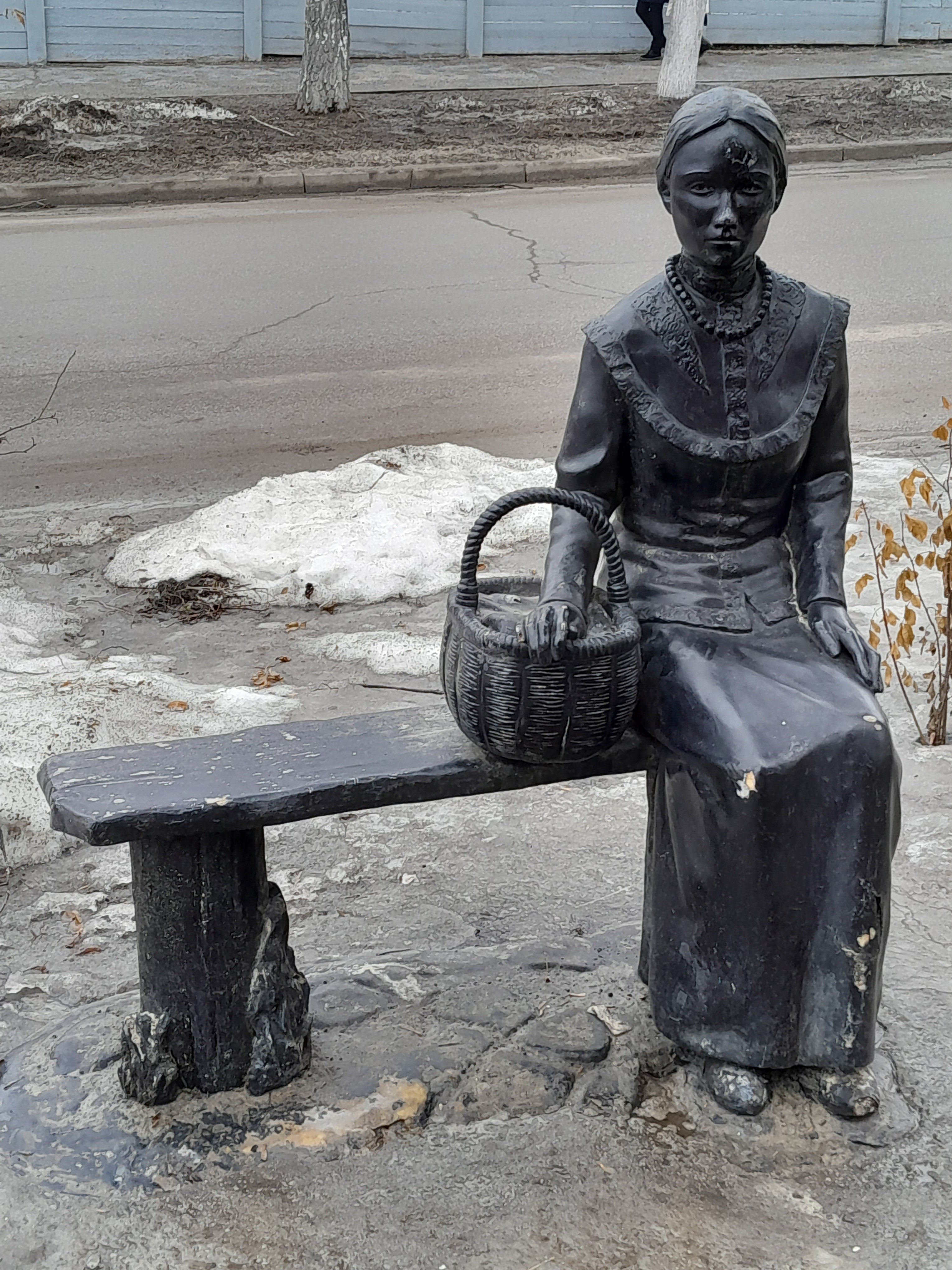
Скульптура «Женщина на лавке».

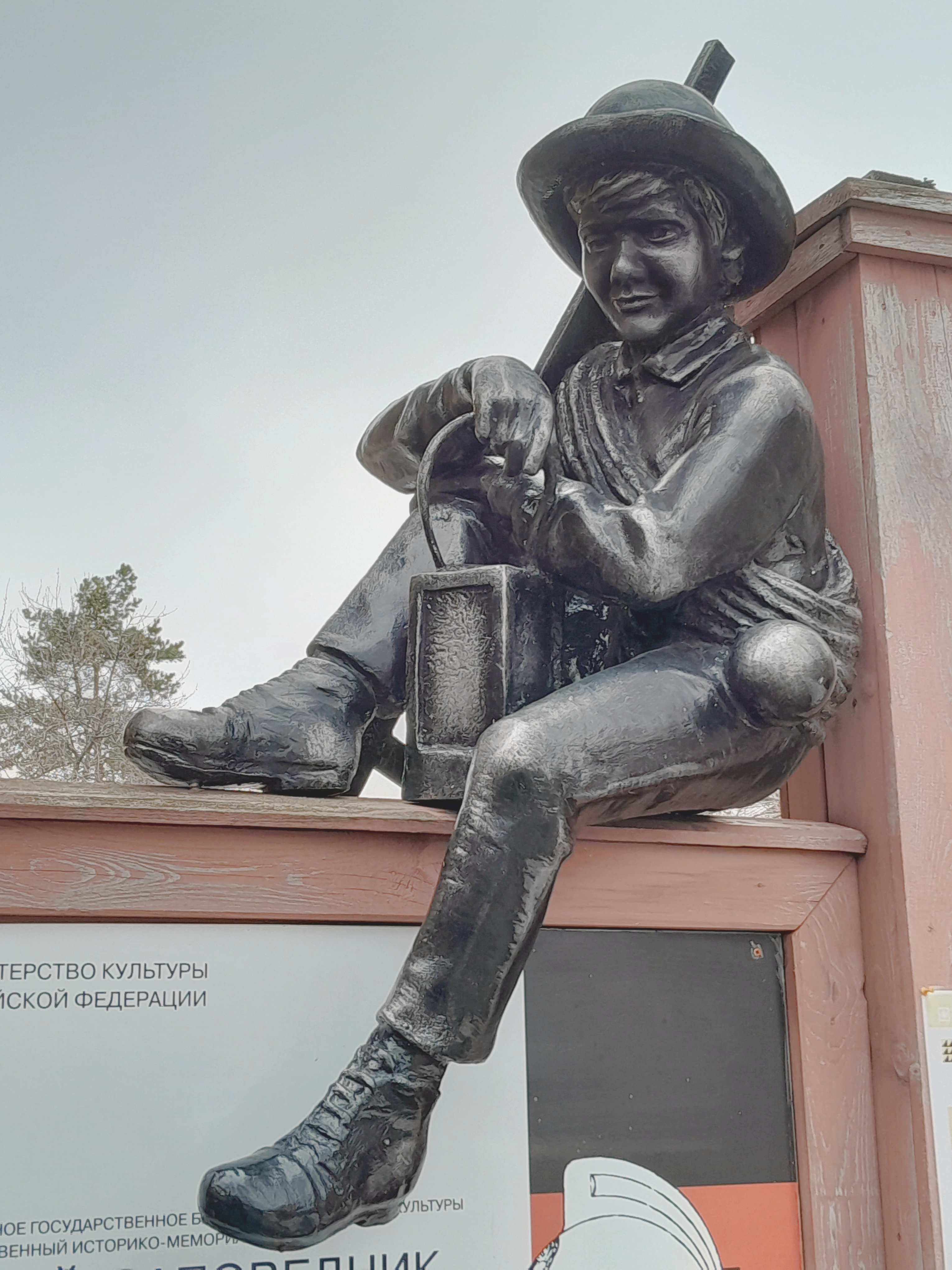
Скульптура «Трубочист».

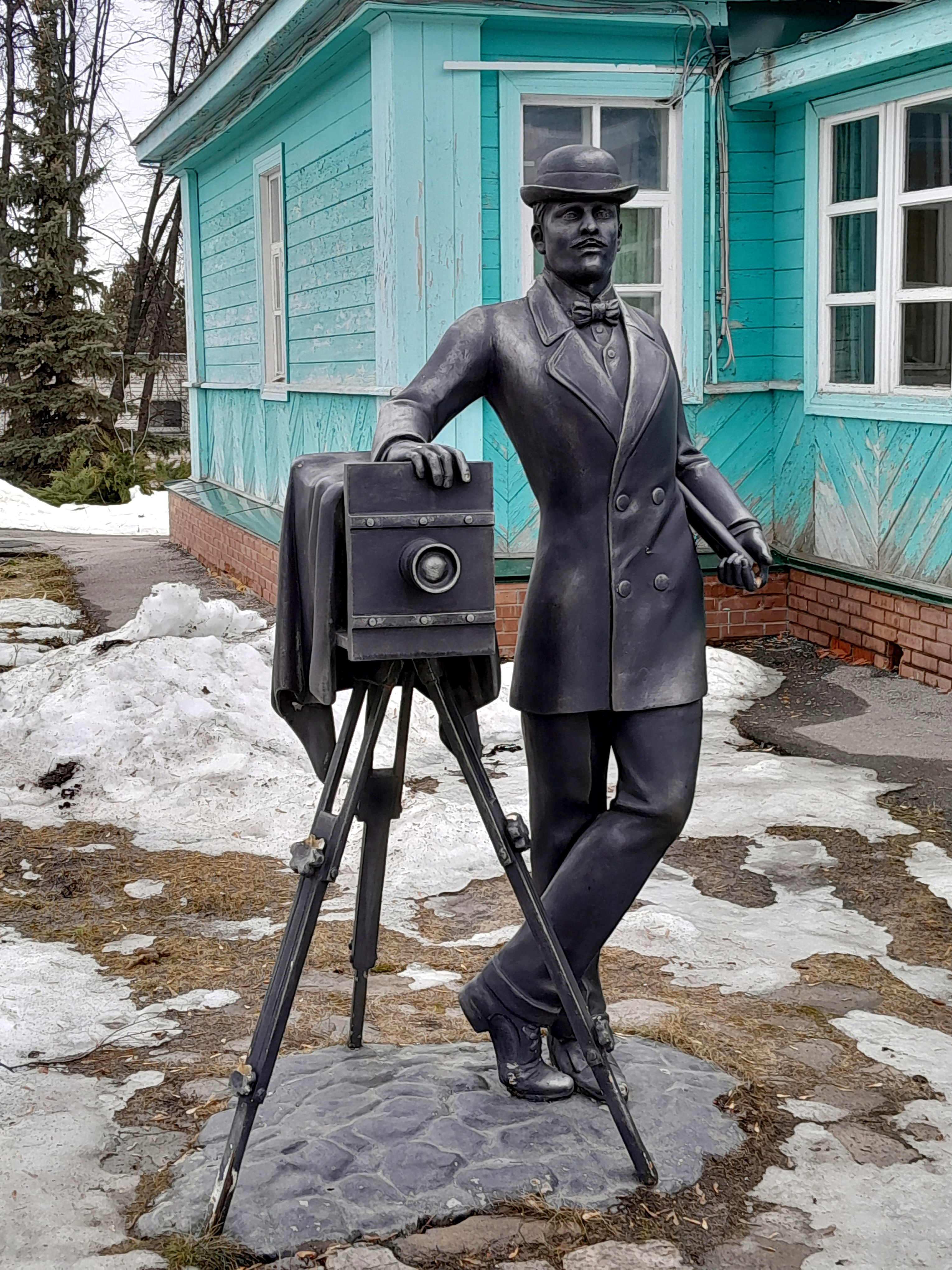
Скульптура «Фотограф».

- Дом Гончарова (Историко-мемориальный центр-музей И. А. Гончарова (на перекрёстке с улицей Гончарова))
- Симбирский музей печати
- Музей «Симбирское купечество» (филиал ГИМЗ «Родина В. И. Ленина»; ул. Ленина, д.75А)
- Музей «Симбирские типографии и музыкальная жизнь Симбирска» (филиал ГИМЗ «Родина В. И. Ленина»; ул. Ленина, д.73)
- Музей пчелы и пчеловода (Ленина, 140)
- Сквер «Экран» (Ленина, 132)
- Сквер имени Гончарова и Диван Обломова (Ленина, 83)
- Кафе-ресторан «Дворянская усадьба»
- Дом Юзуфа Акчурина
- Музей-заповедник «Родина Ленина»
- Культурно-выставочный центр «Радуга»
- Военный комиссариат Ульяновской области (бывший дом Ермоловых, с 1903 г. картинная галерея Перси-Френч Е. М., с 1920 г. художественная галерея)
- Евангелическо-лютеранская церковь Святой Марии (Ленина, 100)
- Дирекция ГИМЗ «Родина В. И. Ленина»
- Областная детская школа искусств
- Здание бывшей 1-й полицейской части (ул. Ленина, 47)
- Музей «Пожарная охрана Симбирска-Ульяновска» (филиал ГИМЗ «Родина В. И. Ленина»)
- Музей-усадьба городского быта «Симбирск конца XIX — начала XX века» (Дом Анаксагорова, филиал ГИМЗ «Родина В. И. Ленина»; ул. Ленина, д. 90)[11][12][13][14][15]
- Дом Костёркина (детская художественная школа, ул. Ленина, д. 92)[16][17][18][19][20][21][22]
- Музей «Мелочная лавка» (филиал ГИМЗ «Родина В. И. Ленина»; ул. Ленина, д.76)
- Музей «Столярная мастерская» (филиал ГИМЗ «Родина В. И. Ленина»; ул. Ленина, д.76А)
- Бизнес-центр «Квартал» (Ленина, 78)
- Научно-выставочный комплекс «На Московской» (филиал ГИМЗ «Родина В. И. Ленина»; ул. Ленина, д.60).
- Музей «Почтовое дело Симбирска-Ульяновска» (филиал ГИМЗ «Родина В. И. Ленина»; ул. Ленина, д.50А)
- Гараж СССР (Ленина, 68)
- Музыкально-педагогический колледж (Ленина, 46)
- Ульяновский колледж искусств, культуры и социальных технологий
- Дом в котором родился поэт Н. М. Языков (Ленина № 21)[23]

### Памятники и скульптуры
- Памятник И. А. Гончарову (1965),
- Уличная скульптура «Мальчик с газетой».
- Скульптура «Семья».
- Скульптура «Пожарный».
- Скульптура «Женщина на лавке».
- Скульптура «Художник».
- Скульптура «Трубочист».
- Скульптура «Фотограф».

## Транспорт
Улица делится на две части: восточную (между улицами Спасской и Железной Дивизии) с оживлённым движением транспорта и западную (от улицы Железной Дивизии до Набережной реки Свияги) — частично закрытую для движения крупного транспорта. Через восточную часть идут трамваи по маршрутам 4, 22, 22к. Также до ремонта улицы летом 2021 года ходили маршрутные такси.

## Галерея старых фото улицы

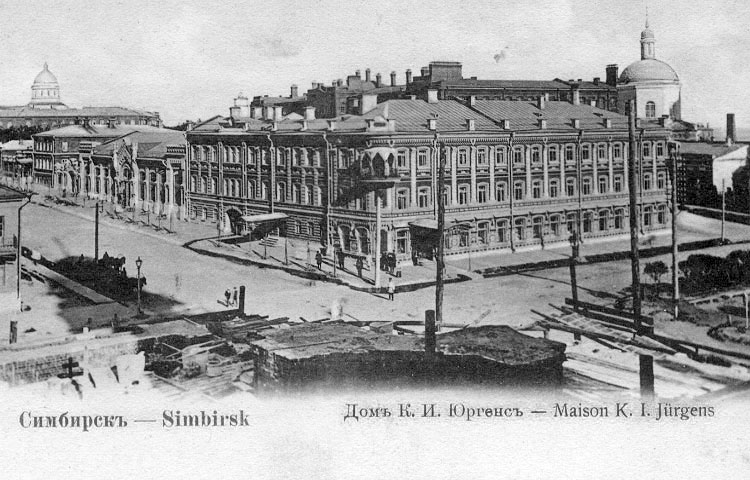
Дом Юргенса / Дом Гончарова.
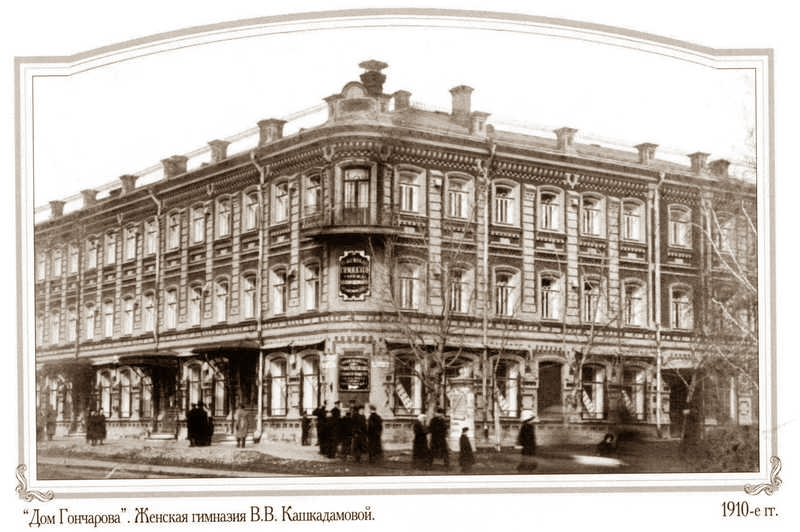
Гимназия В. В. Кашкадамовой.
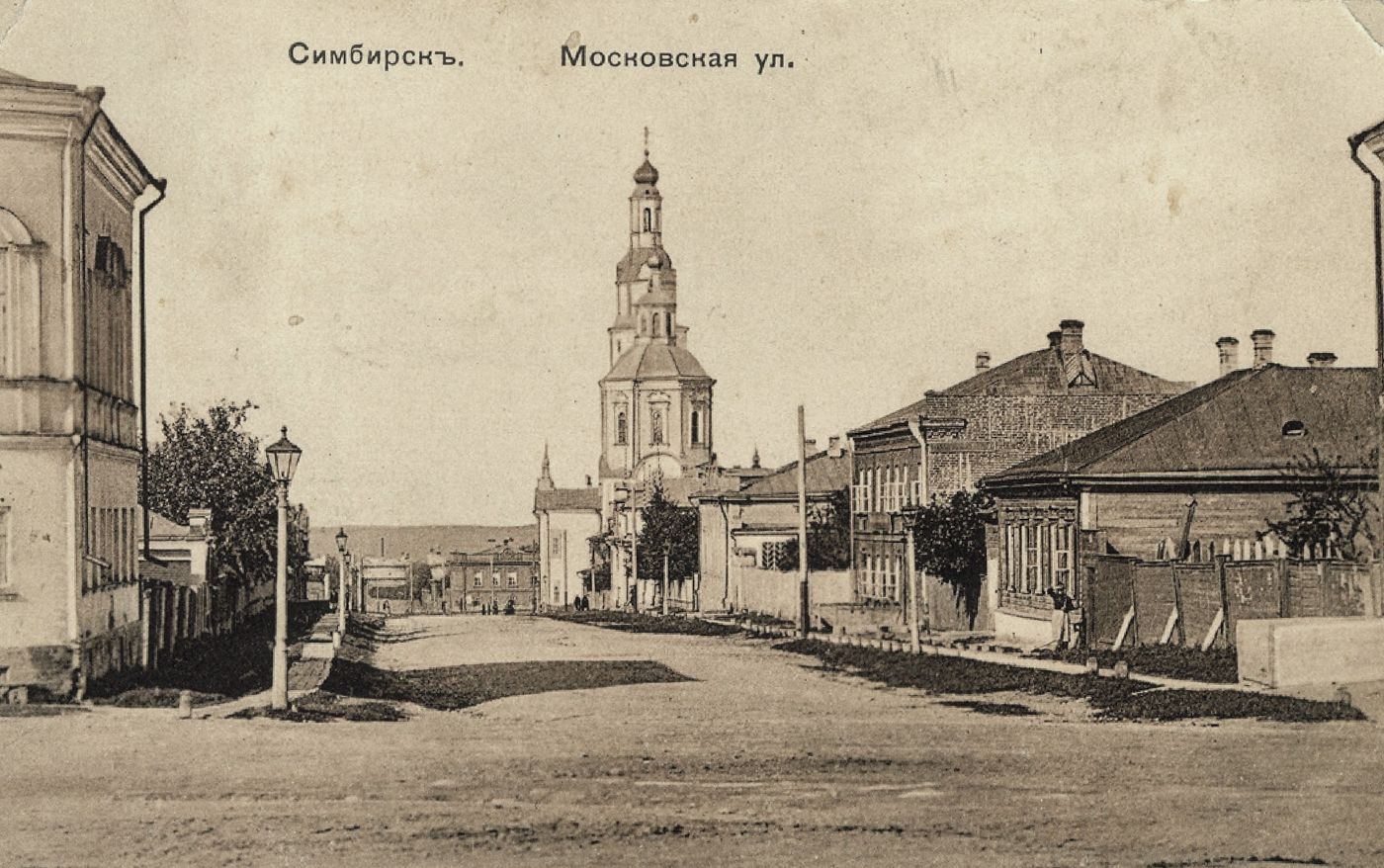
Московская улица на открытке 1890 и 1900 гг., до перестройки собора.
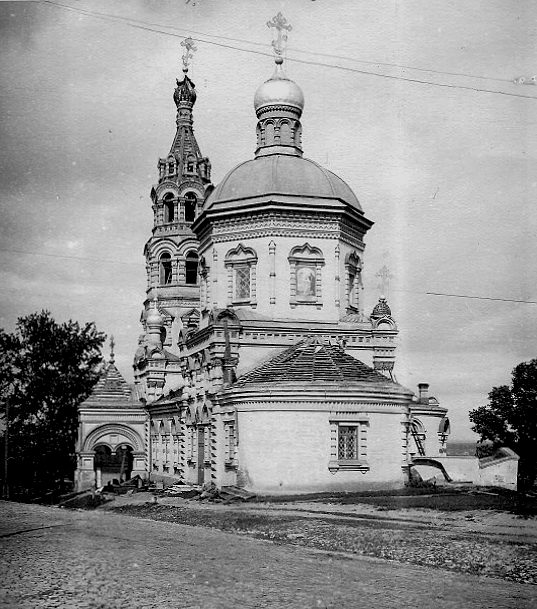
Богоявленская церковь в Симбирске.
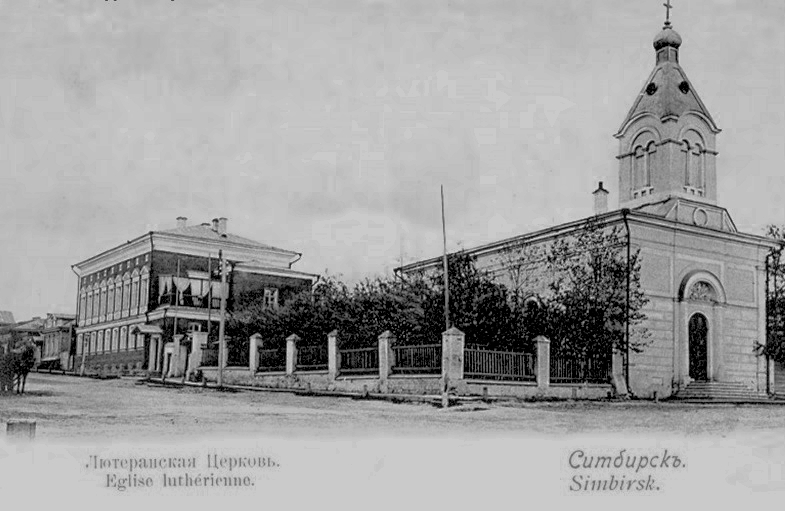
Лютеранская церковь, до перестройки.
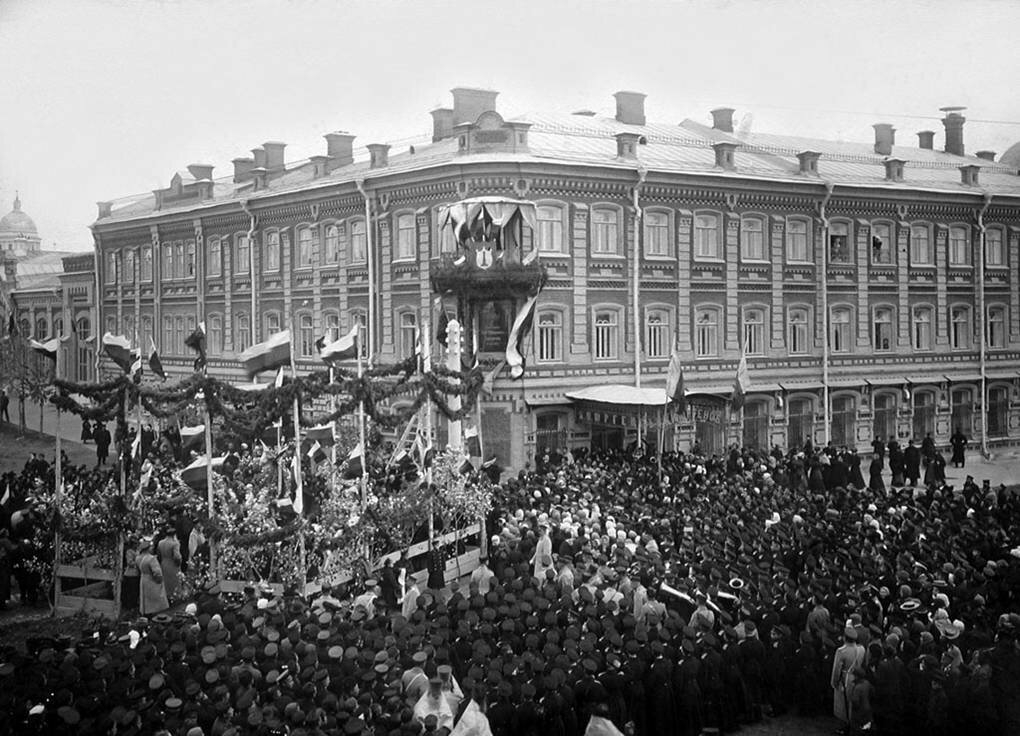
Открытие Мемориальной доски Гончарову (1907).
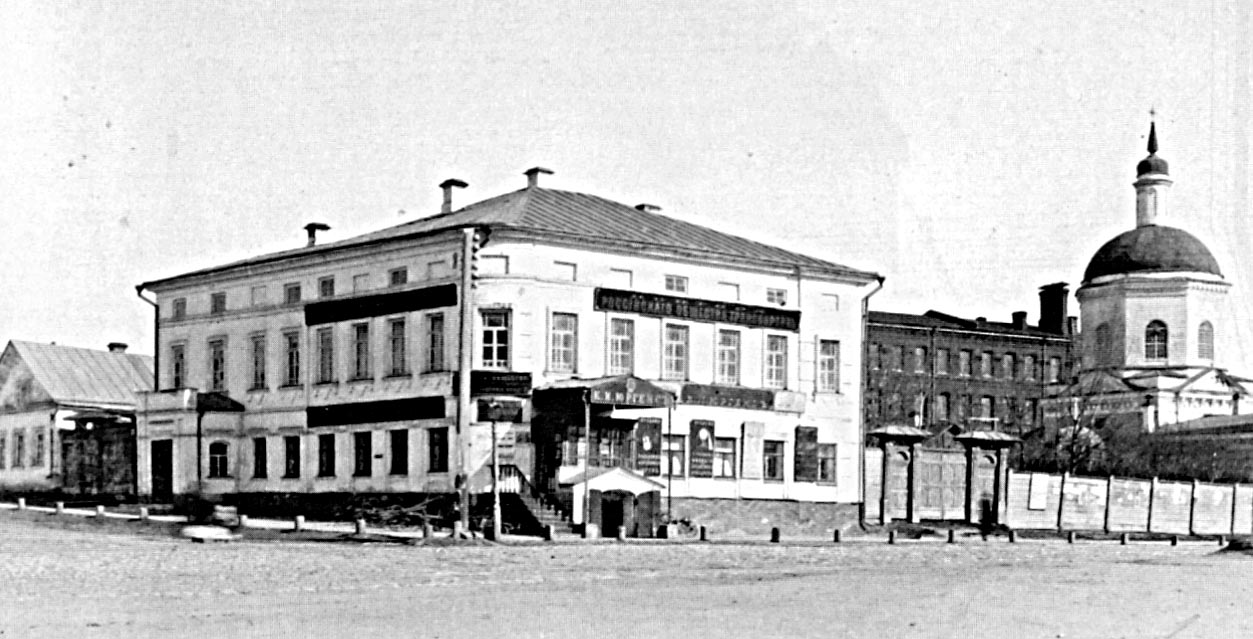
Первоначальный вид дома, где родился И. А. Гончаров (фото 1890 г.).
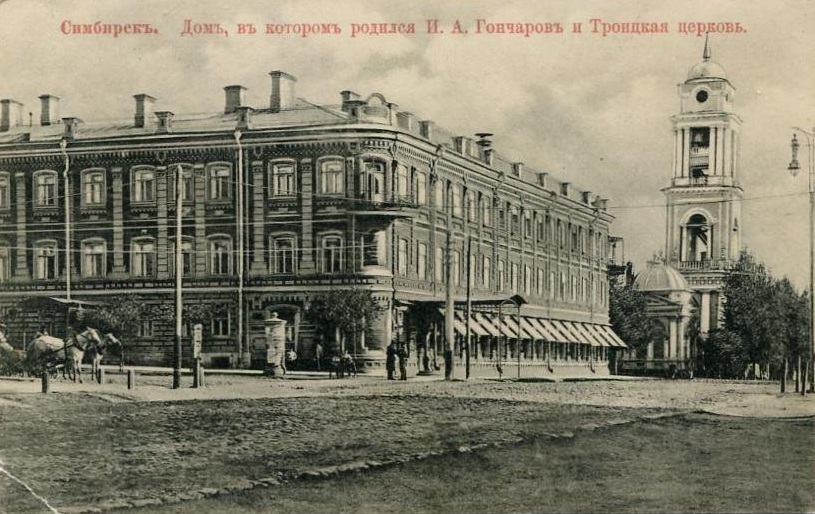
Дом, в котором родился И. А. Гончаров и Троицкая церковь, открытка 1900-1917 г.
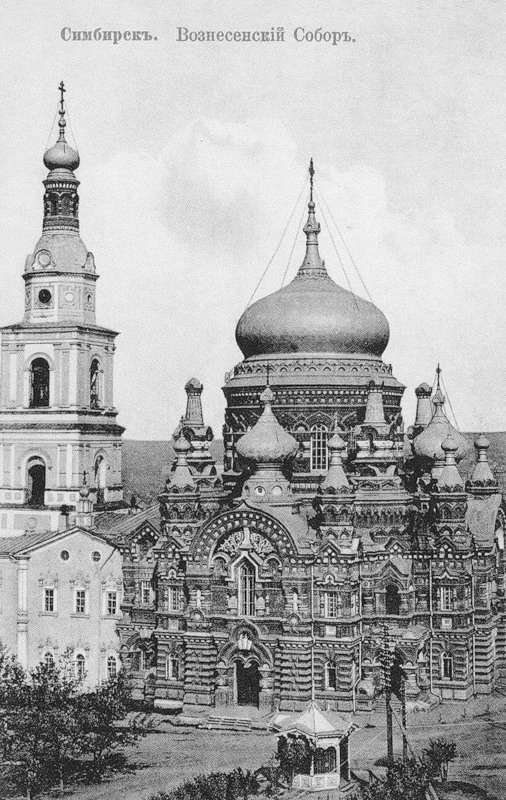
Вознесенский храм.

## Галерея

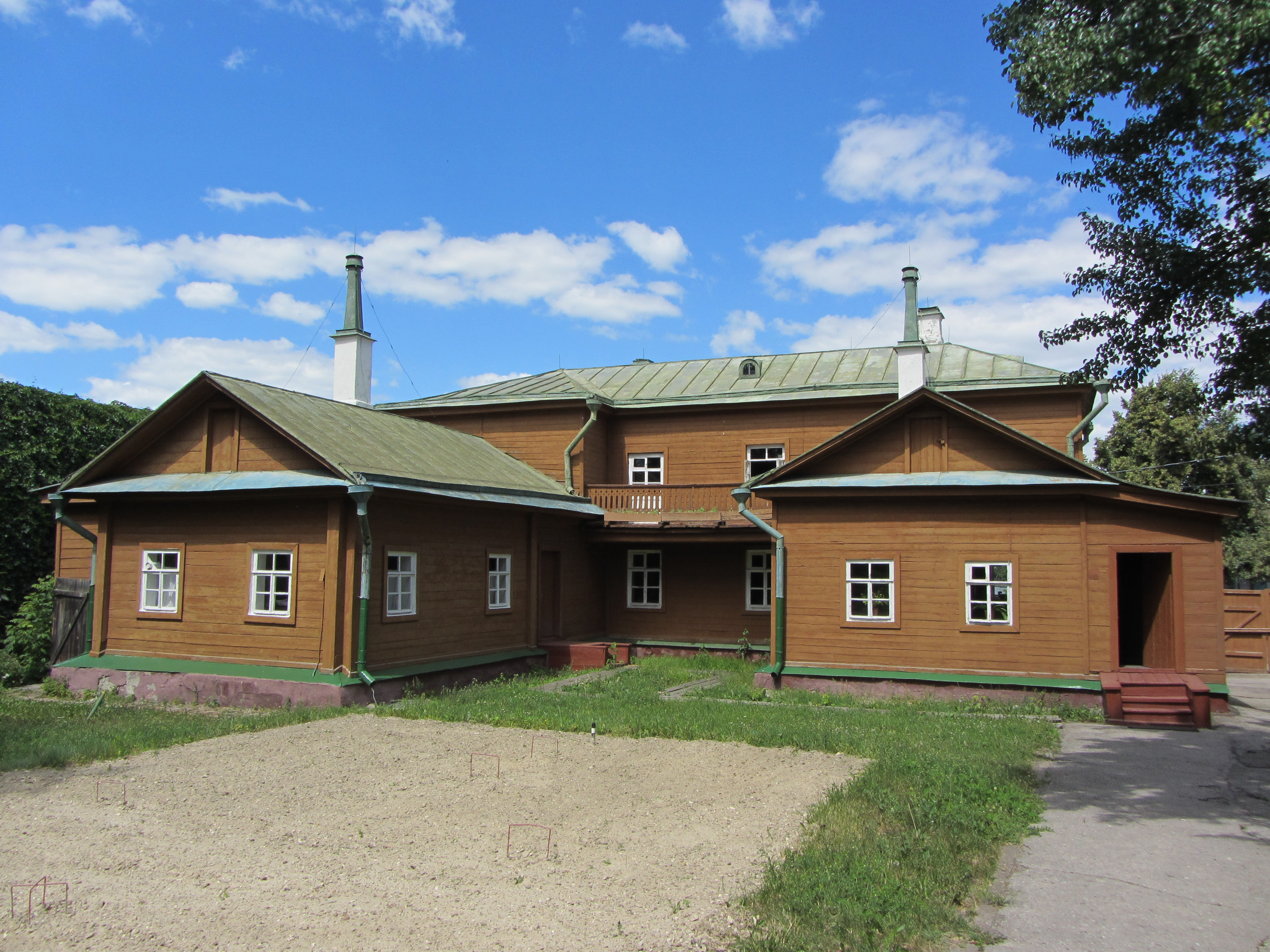
Дом-музей В. И. Ленина
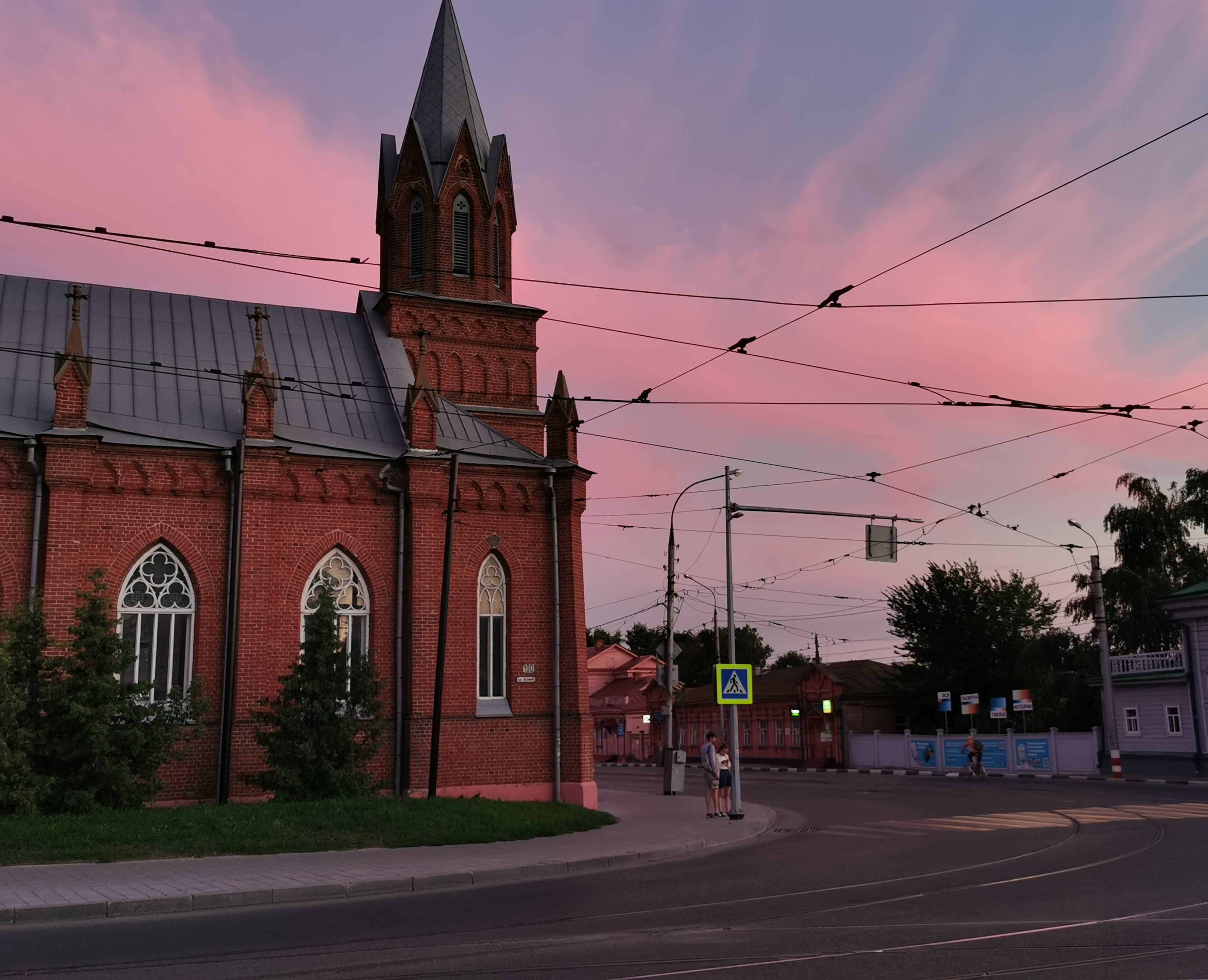
Еванглическая церковь (Ленина, 100)
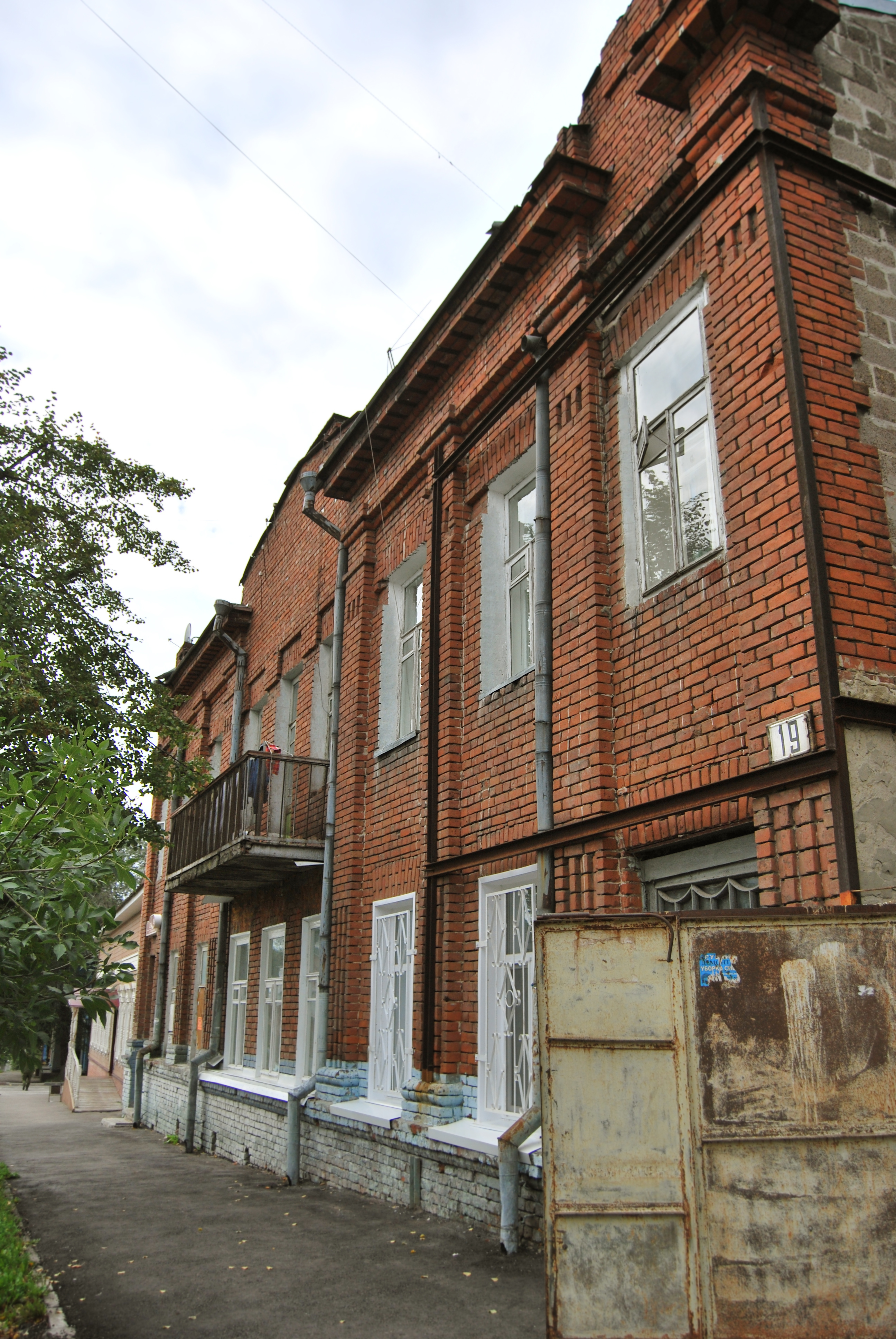
Жилой дом дореволюционной постройки (Ленина, 19)
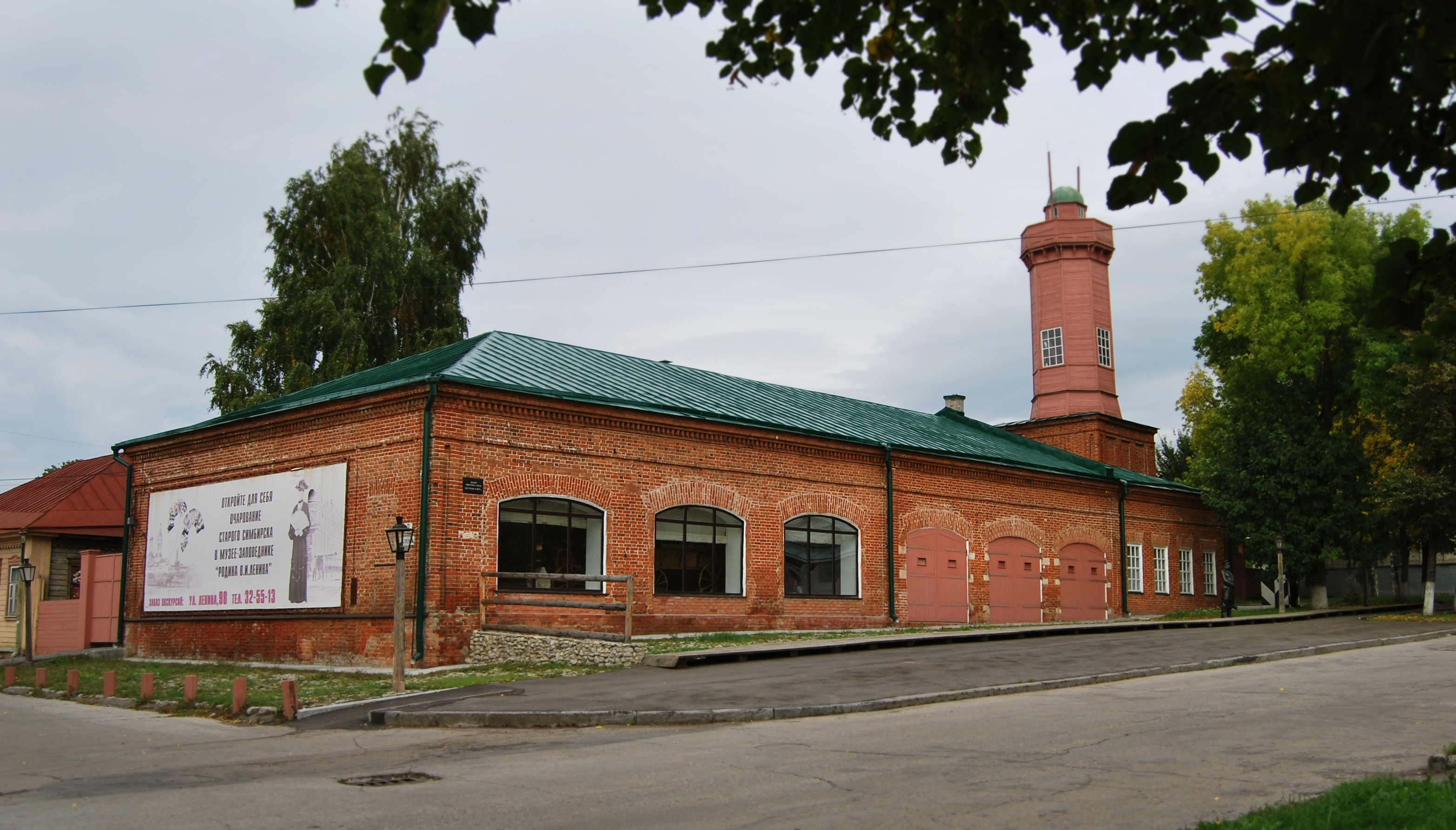
Музей «Пожарная охрана Симбирска-Ульяновска»
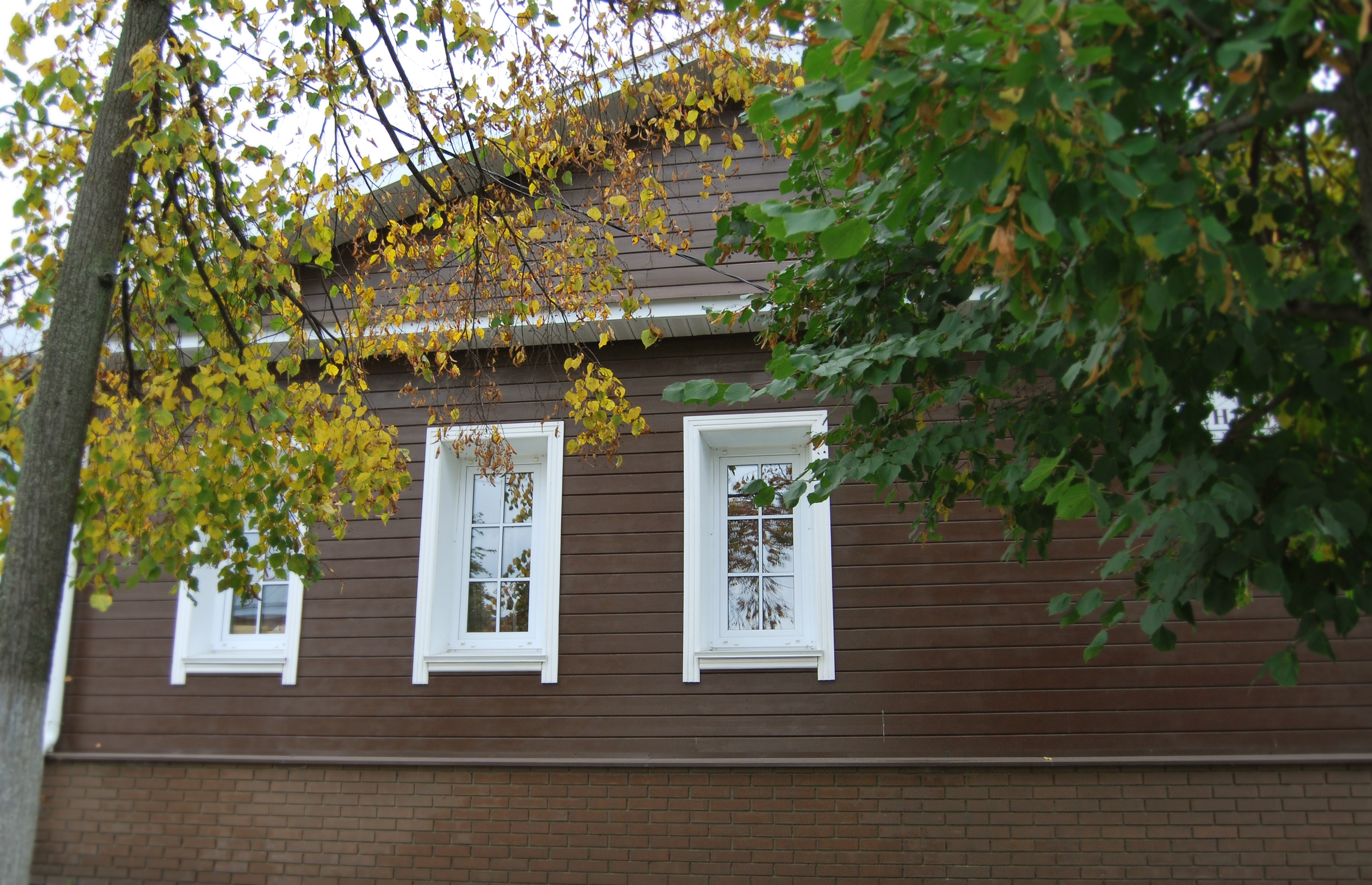
Ленина, 58
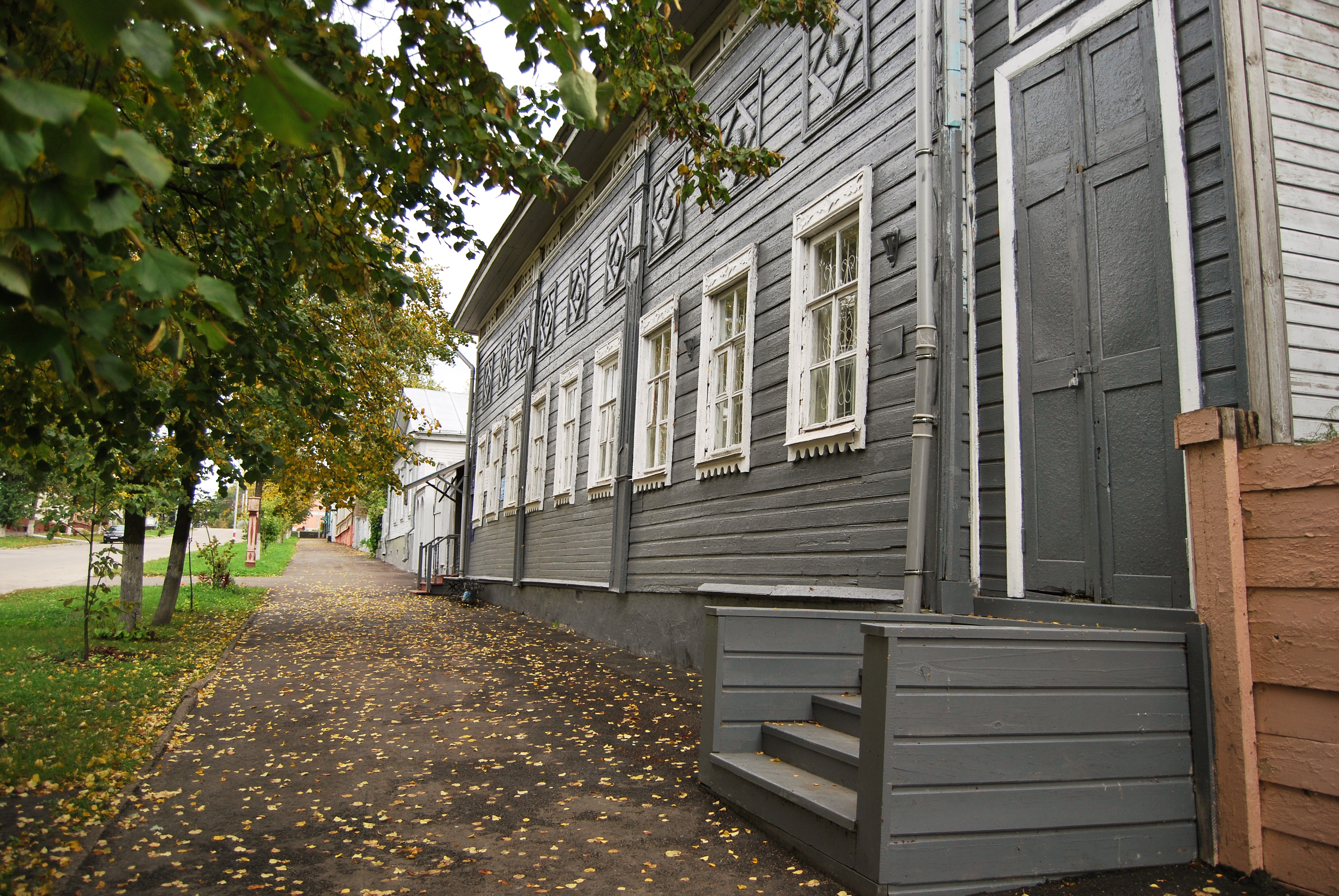
Усадьба И. А. Анаксагорова
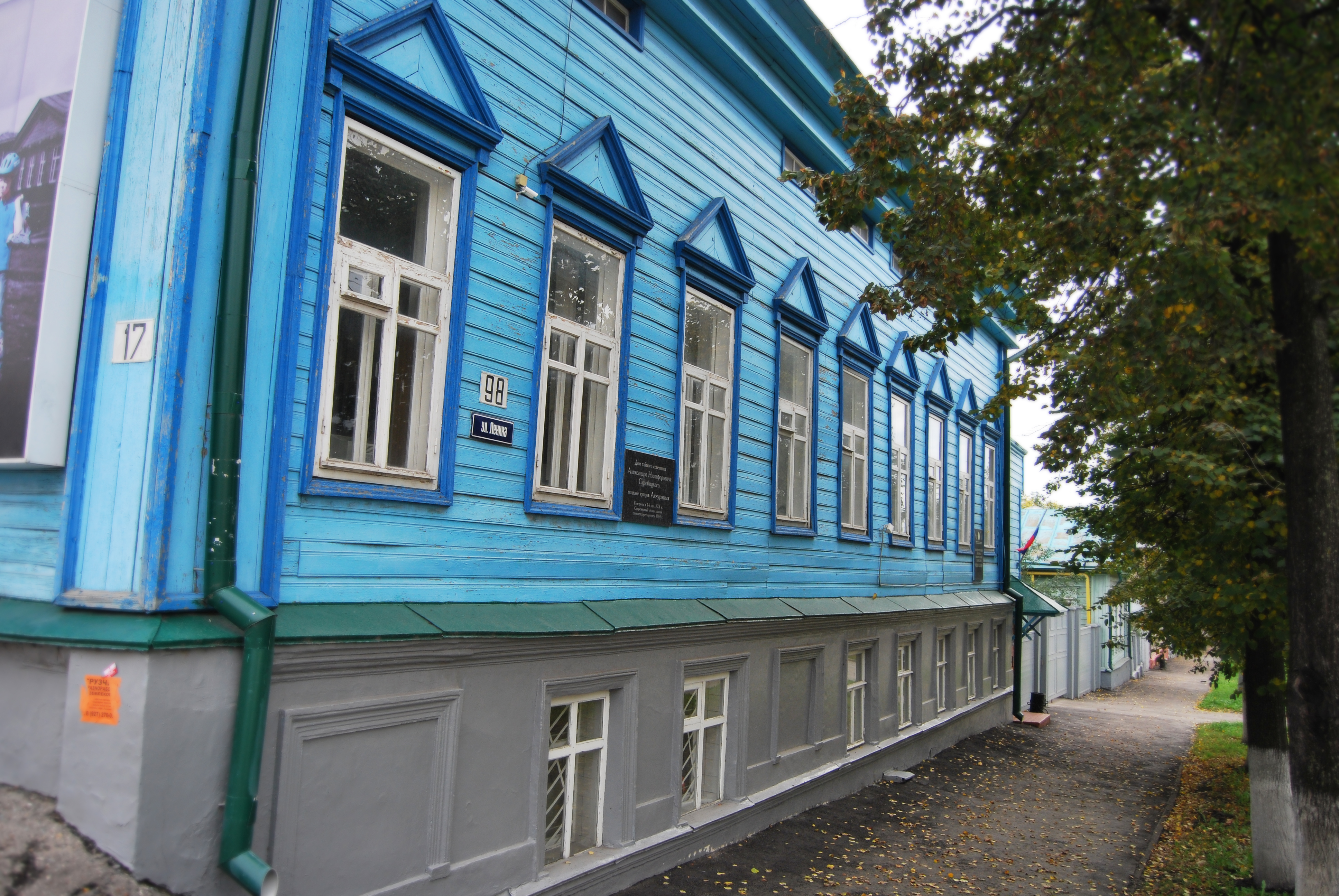
Усадьба Акчурина
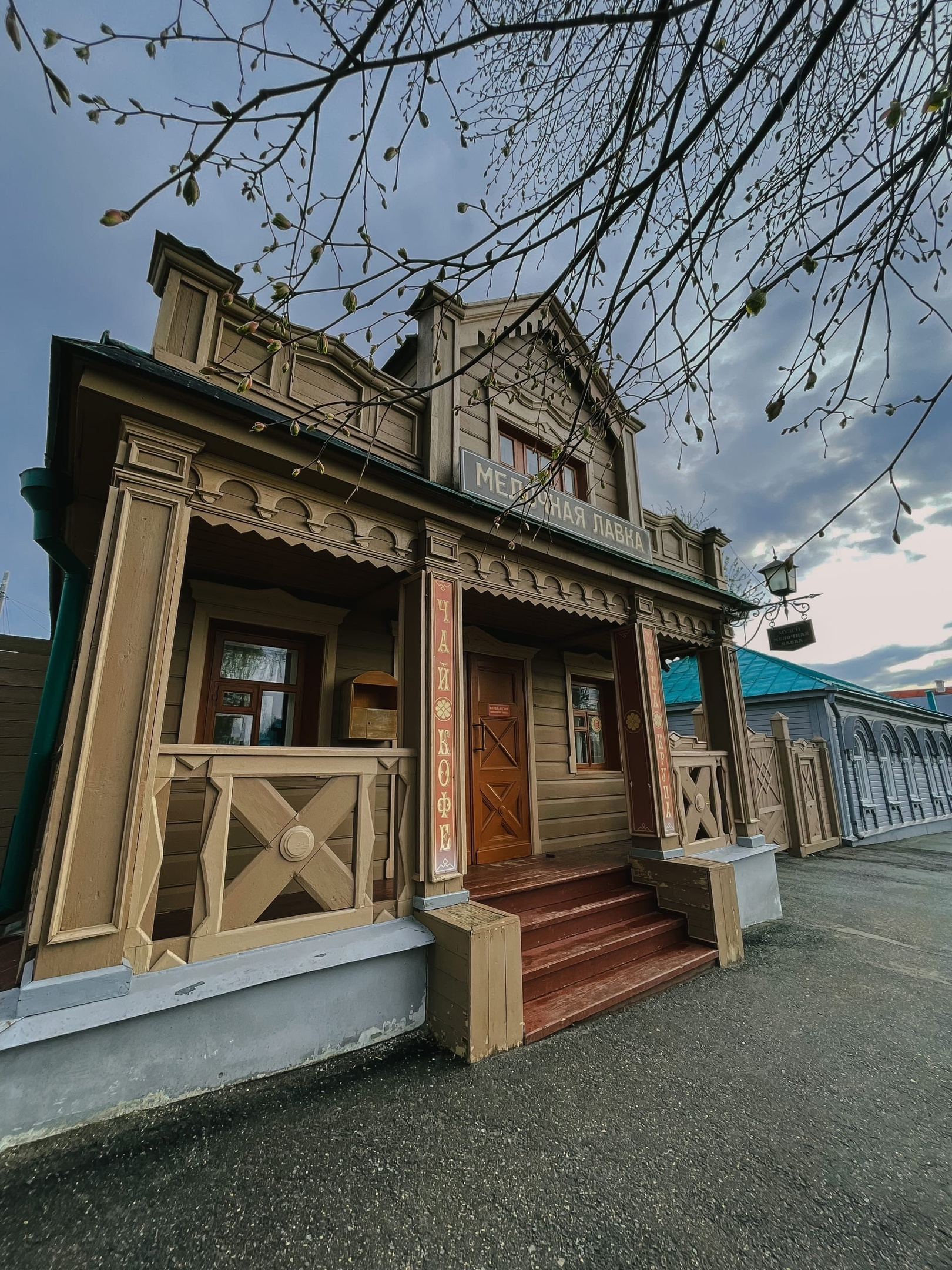
Музей «Мелочная лавка»
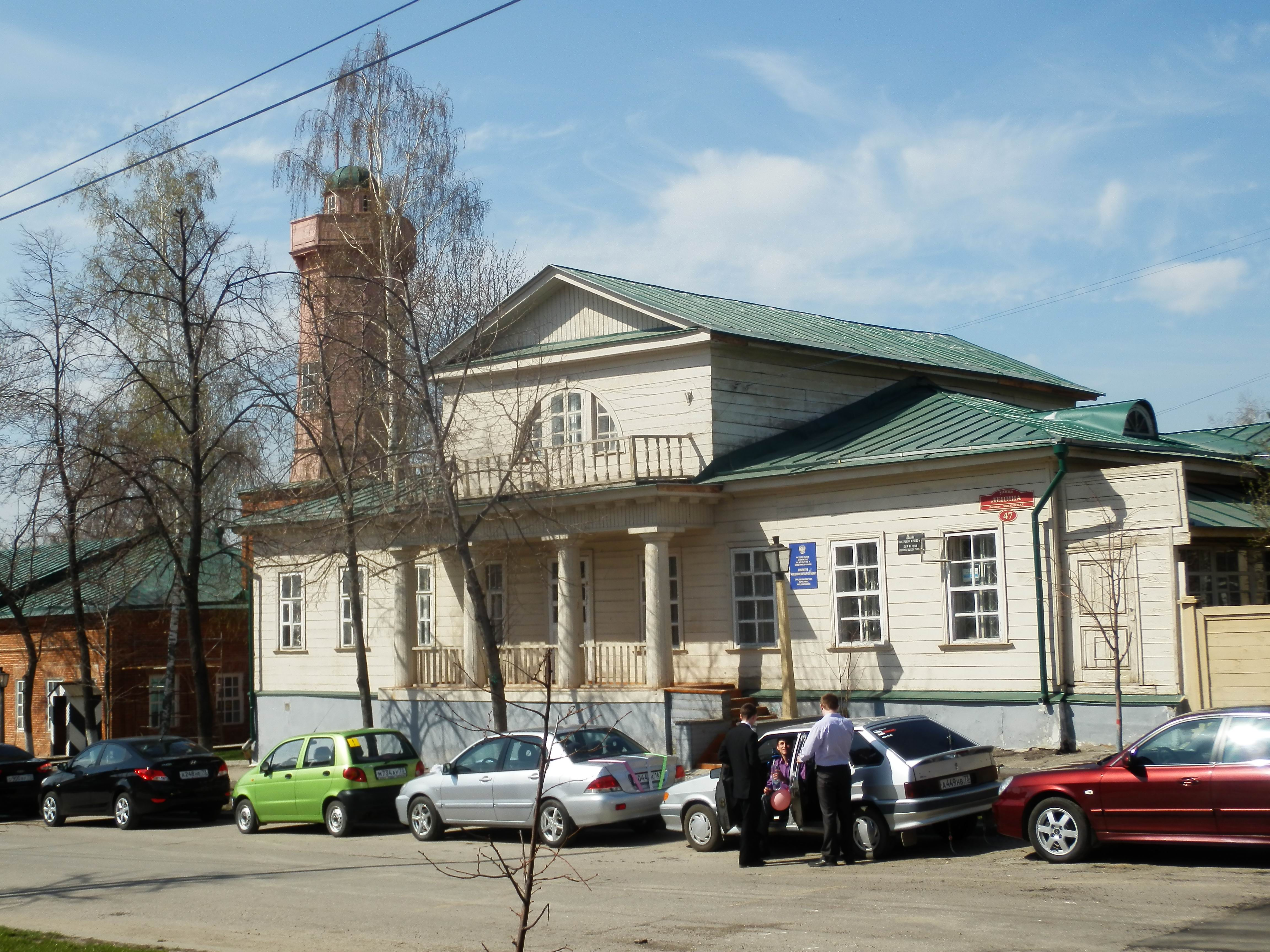
Здание бывшей 1-й полицейской части
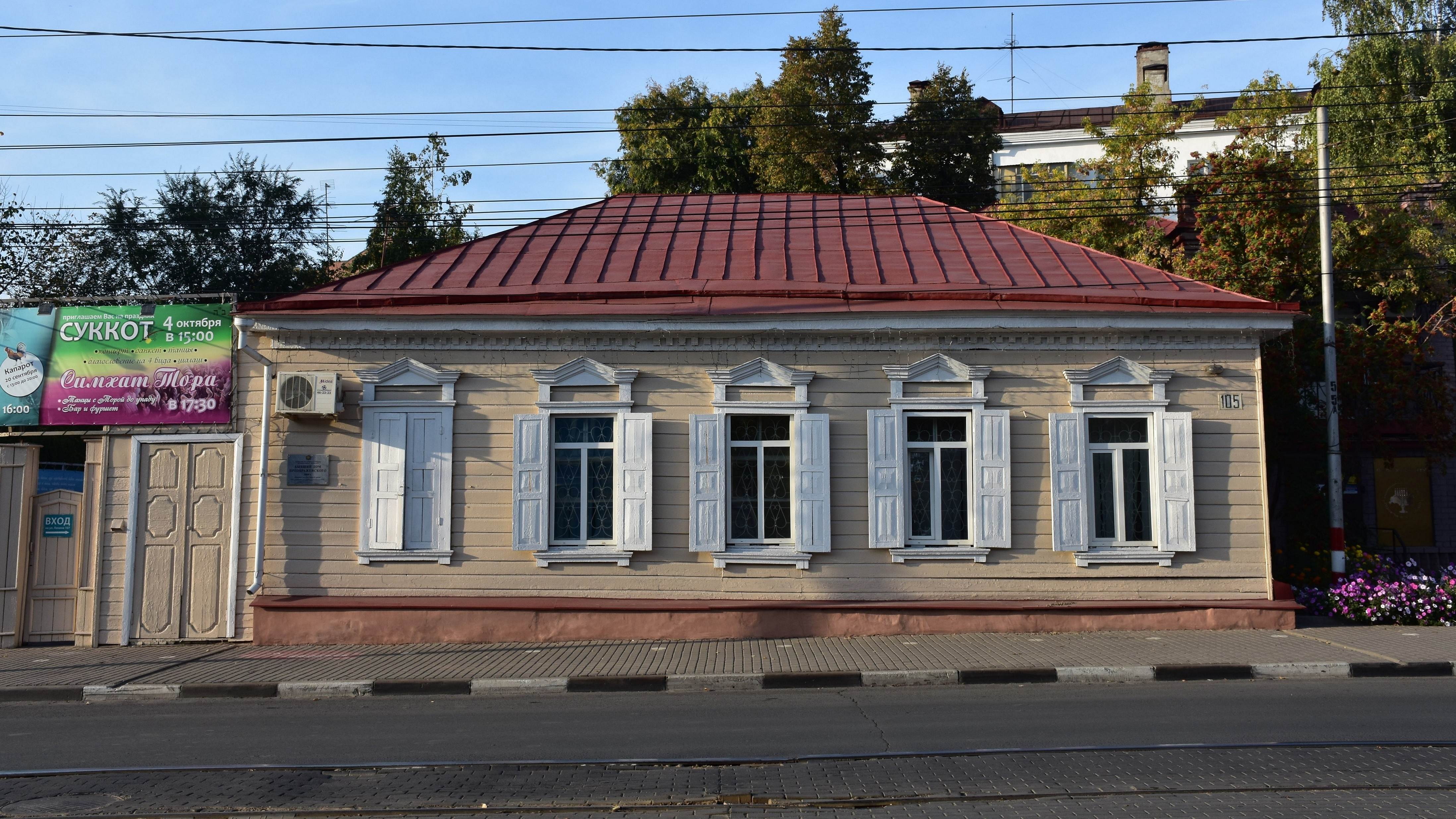
Дом, где у врача Преображенского бывали Володя и Ольга Ульяновы
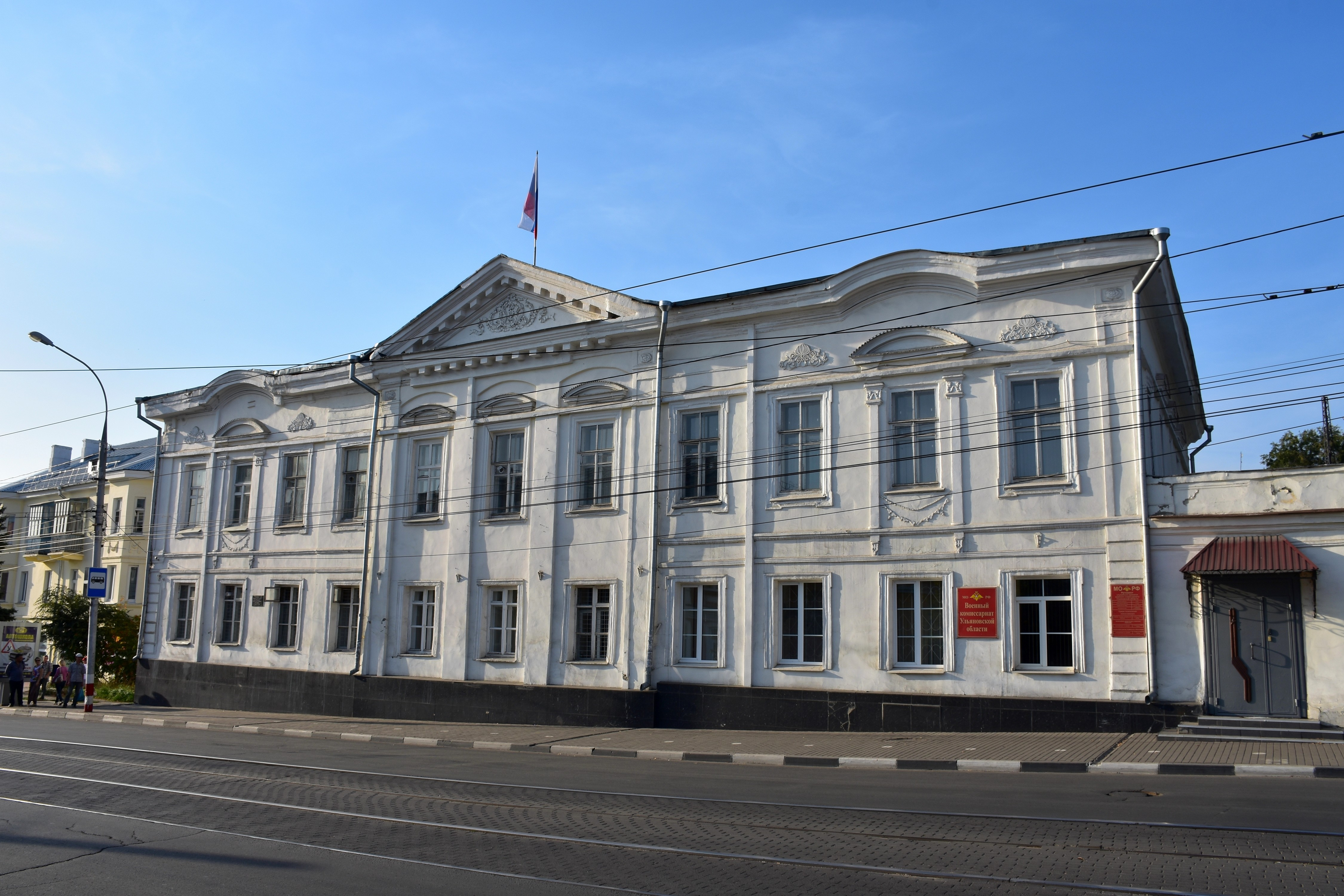
Дом, в котором родился поэт Н. М. Языков  (Дом Ермоловых)
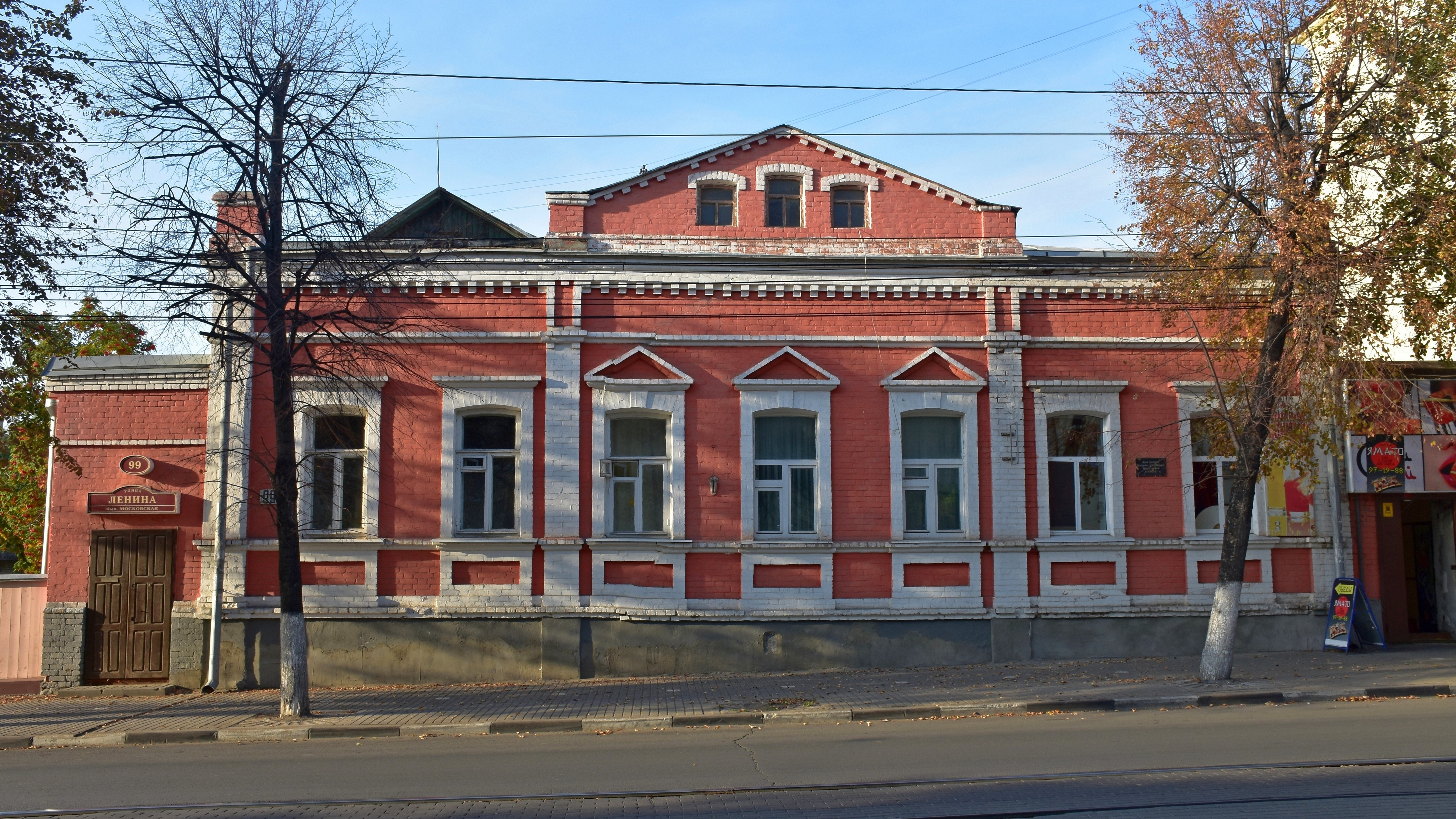
Дом-особняк П. И. Юстинова, где бывали дети семьи Ульяновых
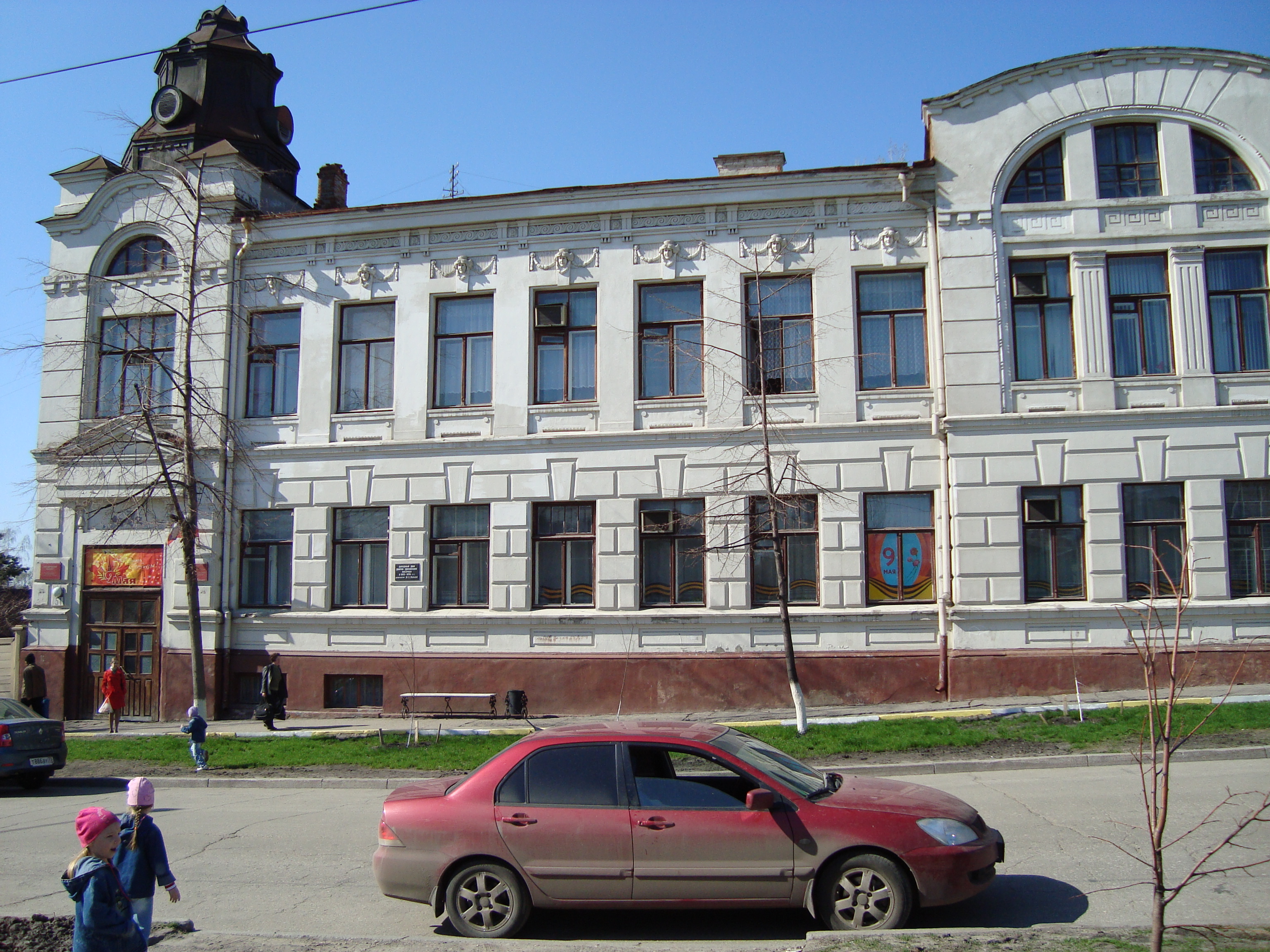
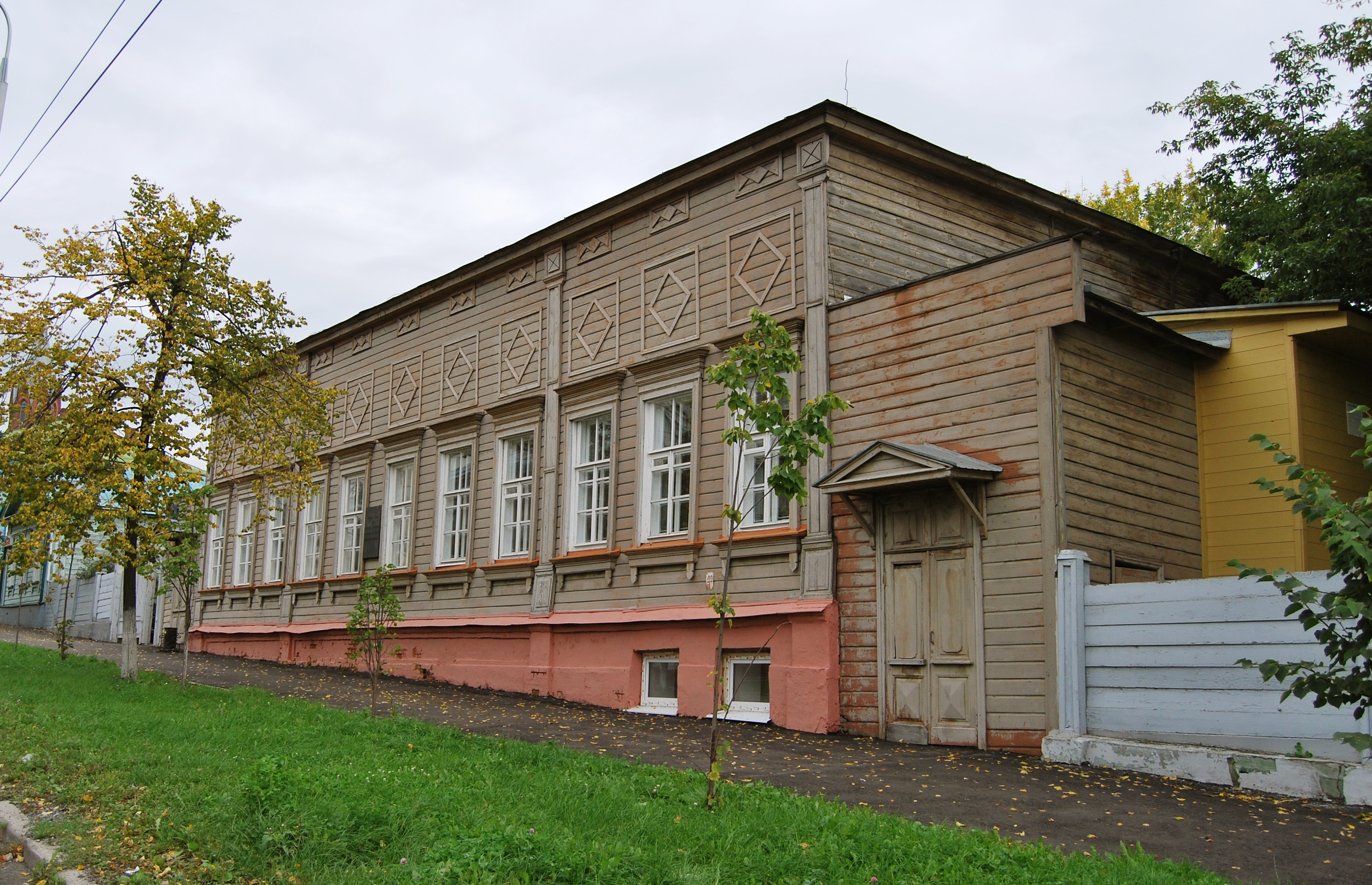
Дом Костеркина, в котором жила семья Ульяновых в 1875—1876 гг.
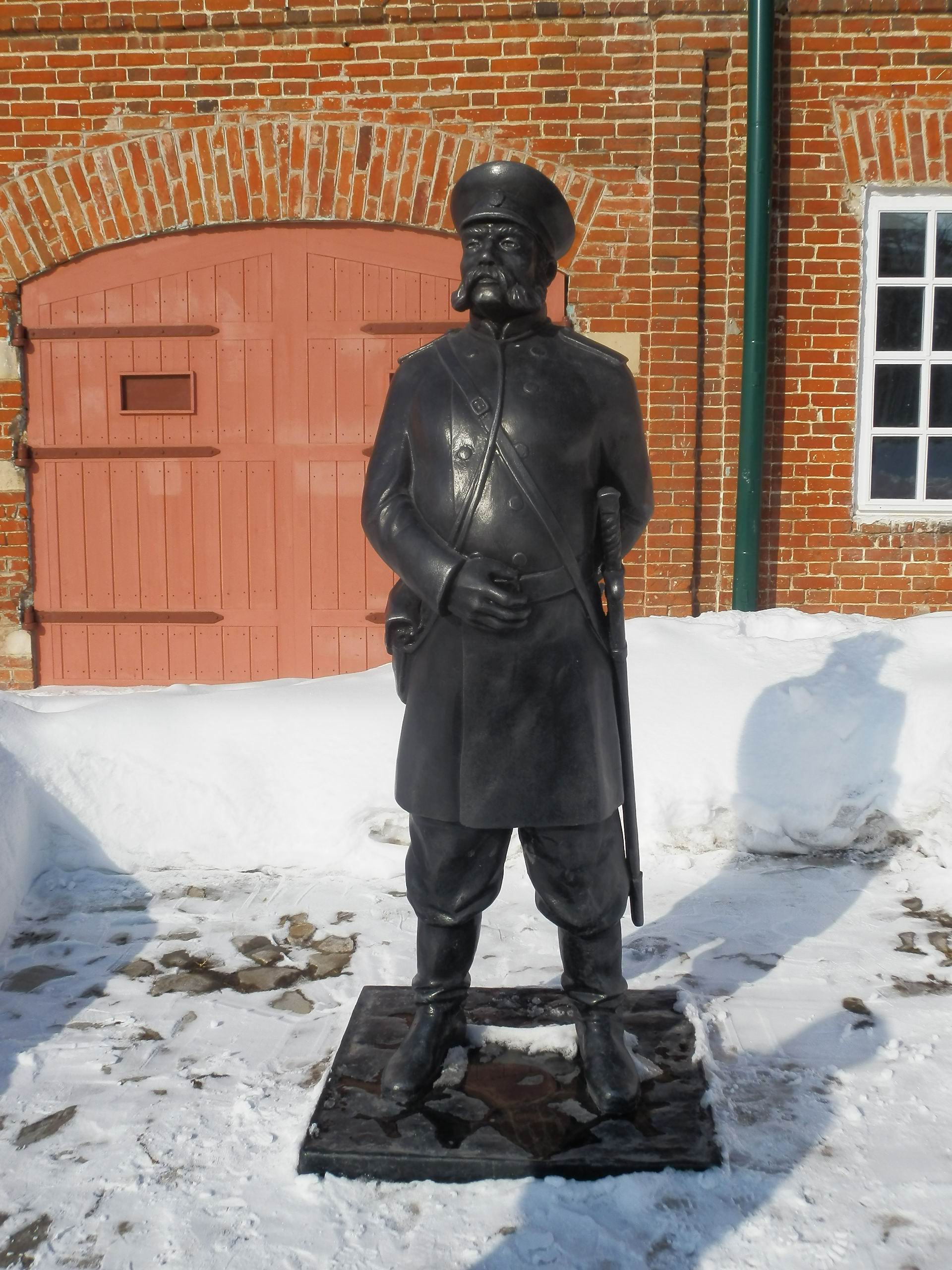
Статуя полицейского рядом со зданием бывшей 1-й полицейской части
Скульптура «Симбирская семья»
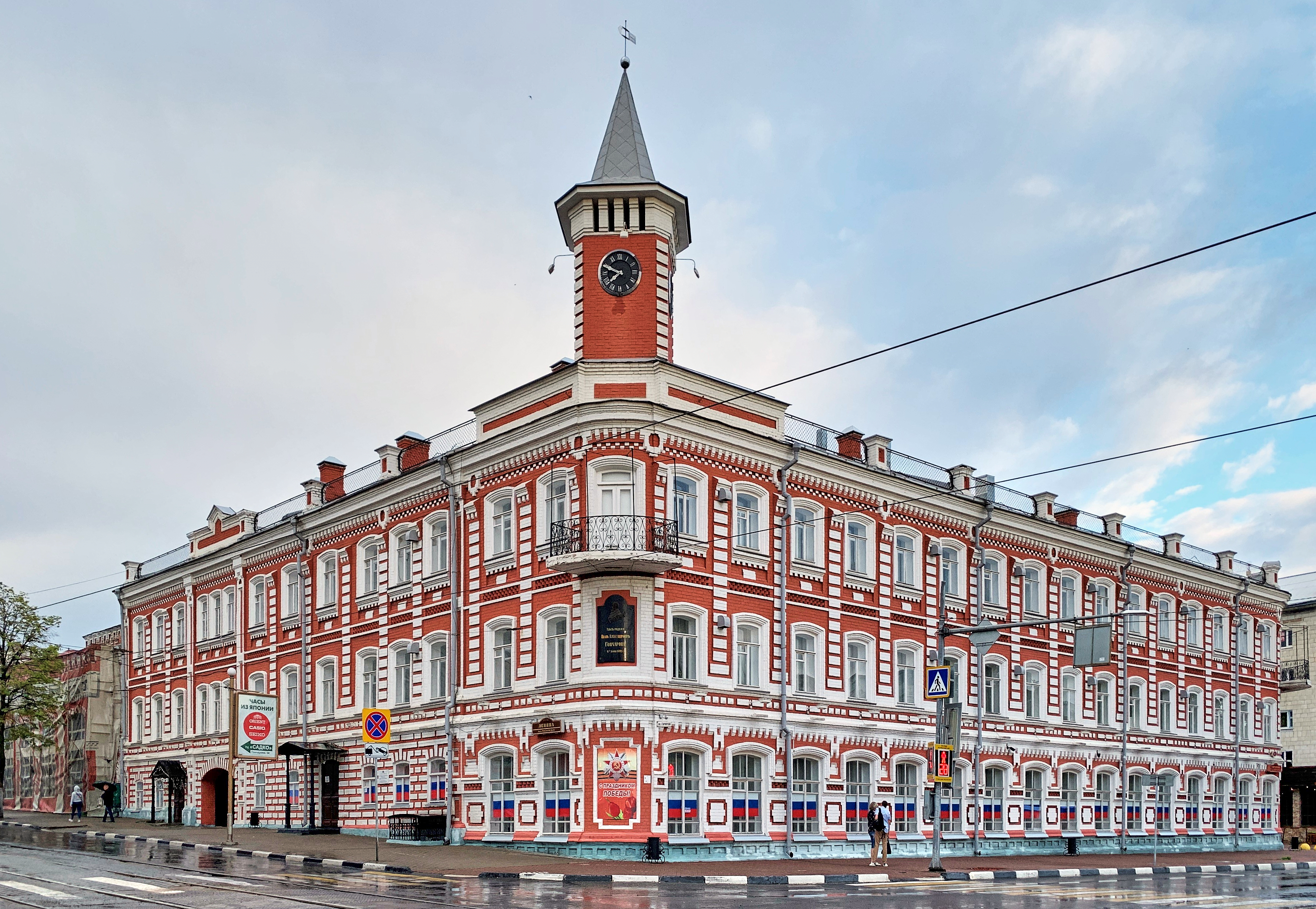
Дом Гончарова.
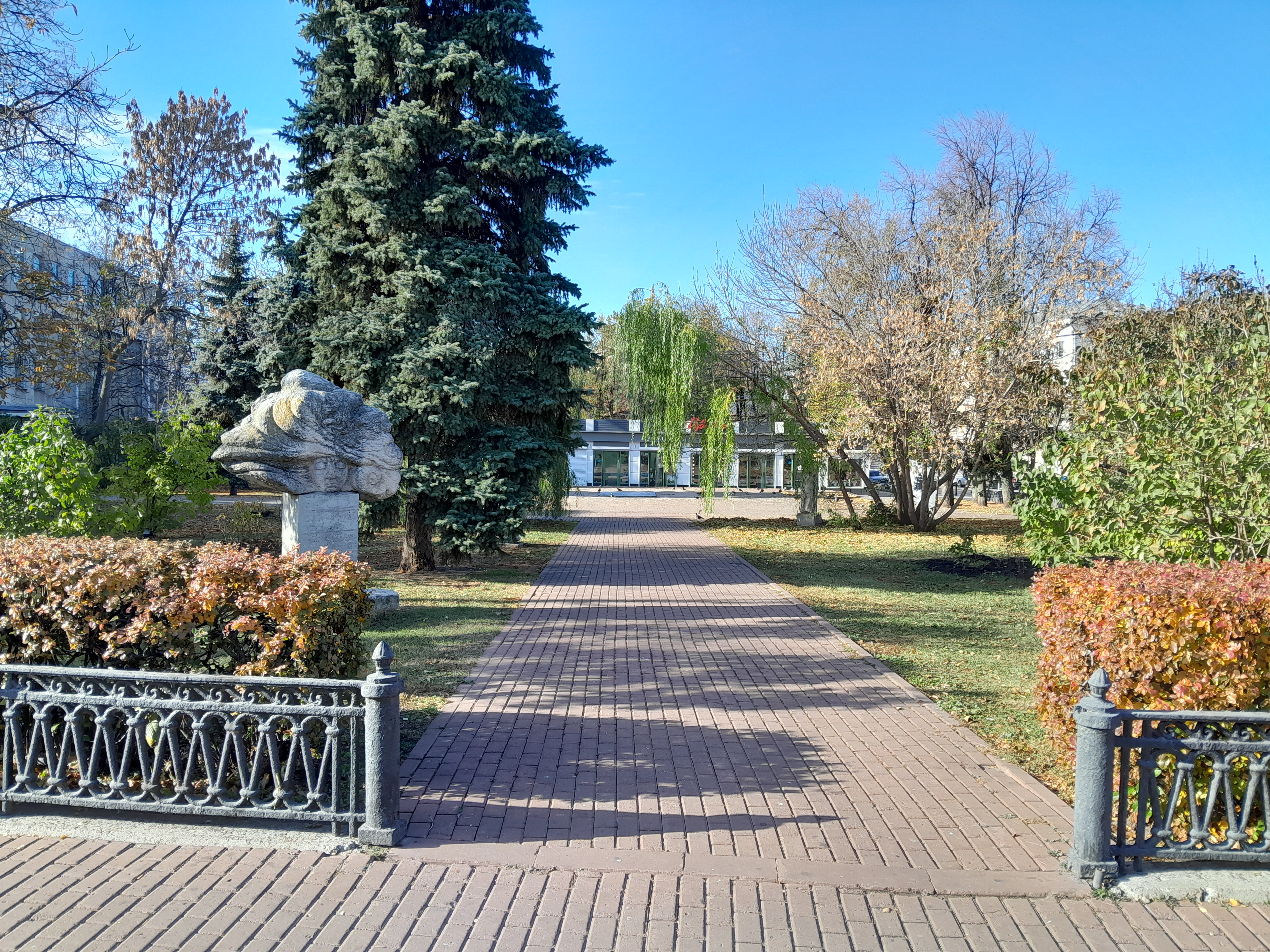
Сквер «Экран.
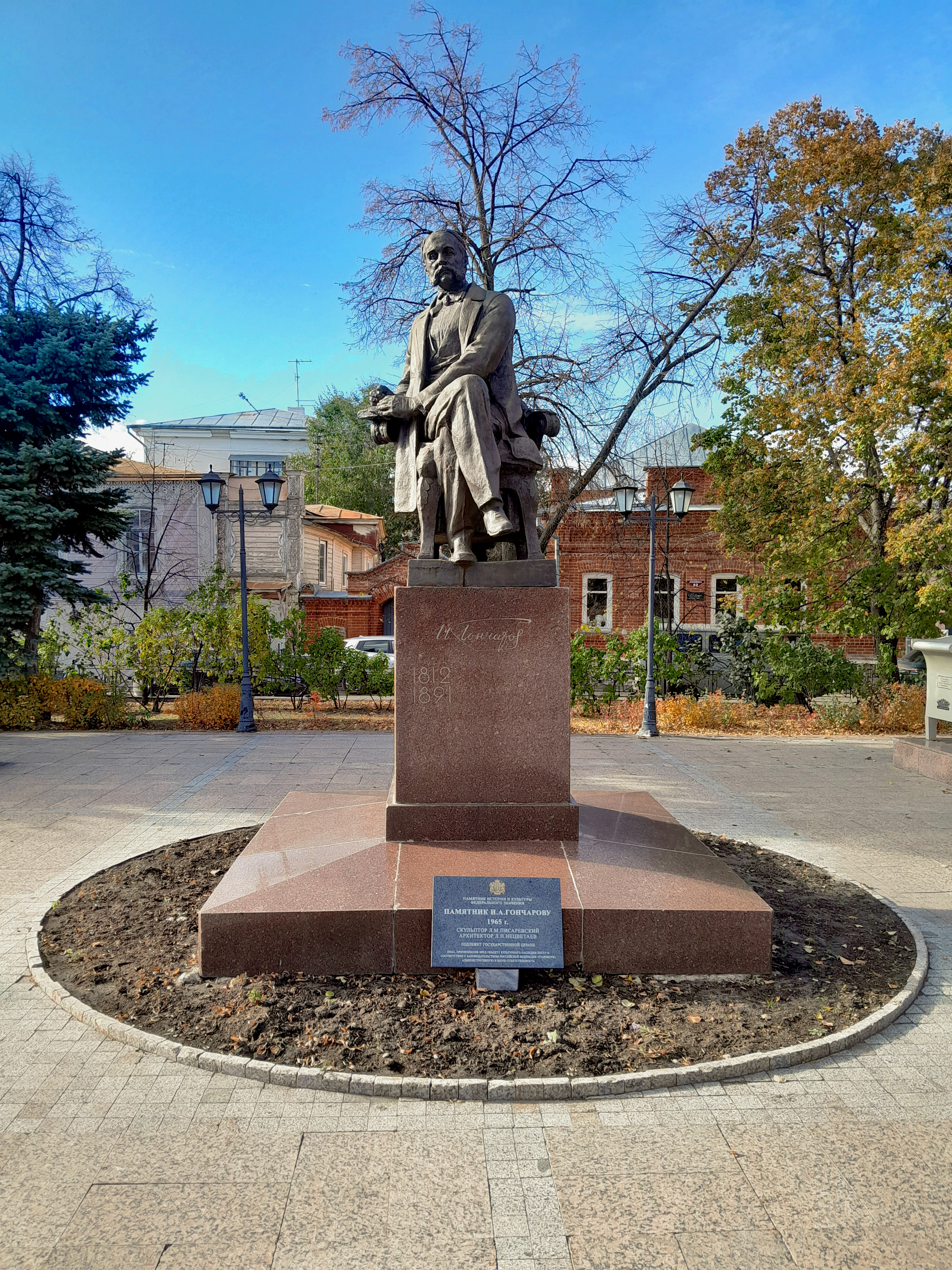
Памятник Гончарову.
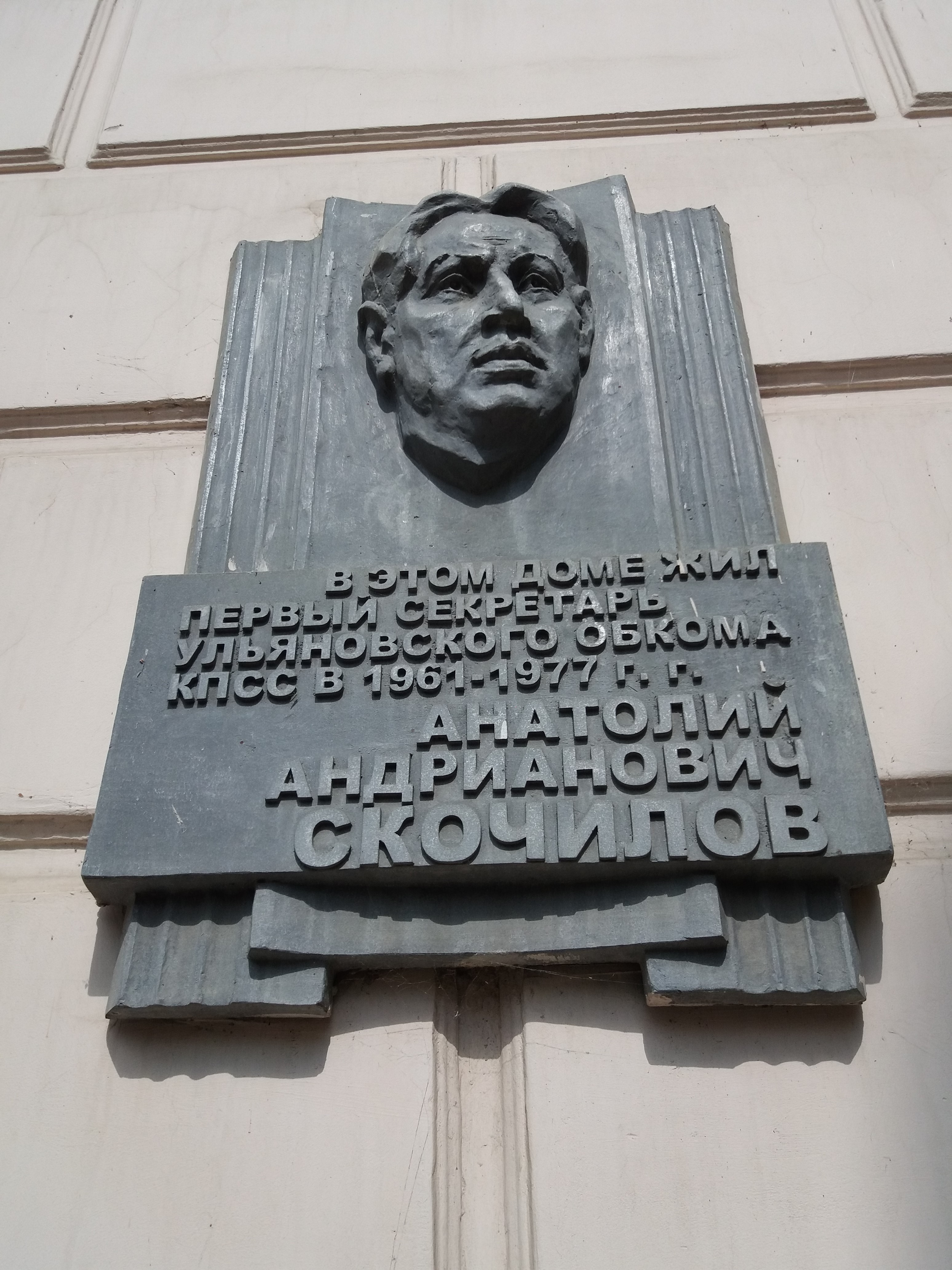
Мемориальная доска А. А. Скочилову (скульптор Олег Клюев).
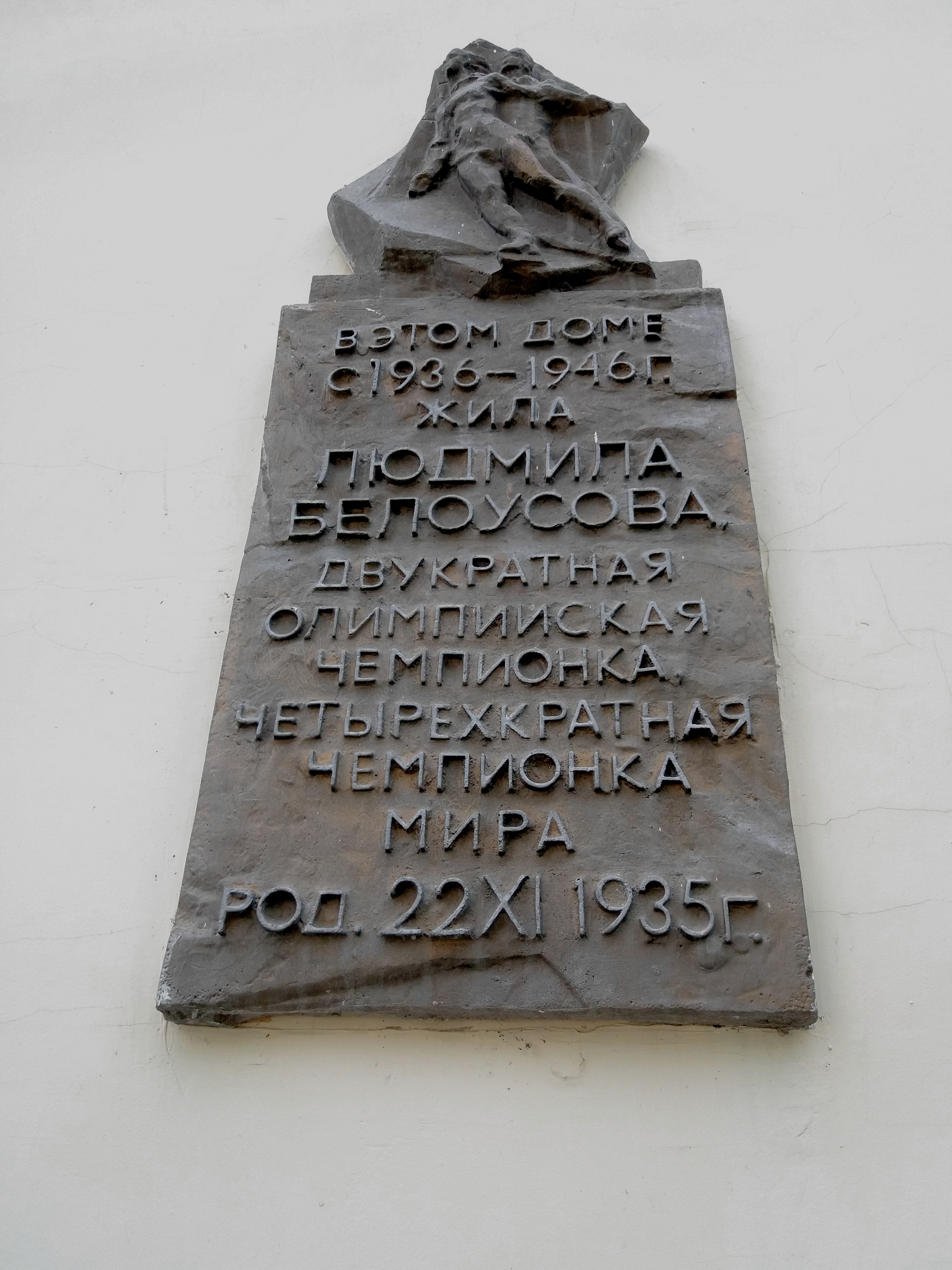
Мемориальная доска Л. Белоусовой (скульптор Олег Клюев).
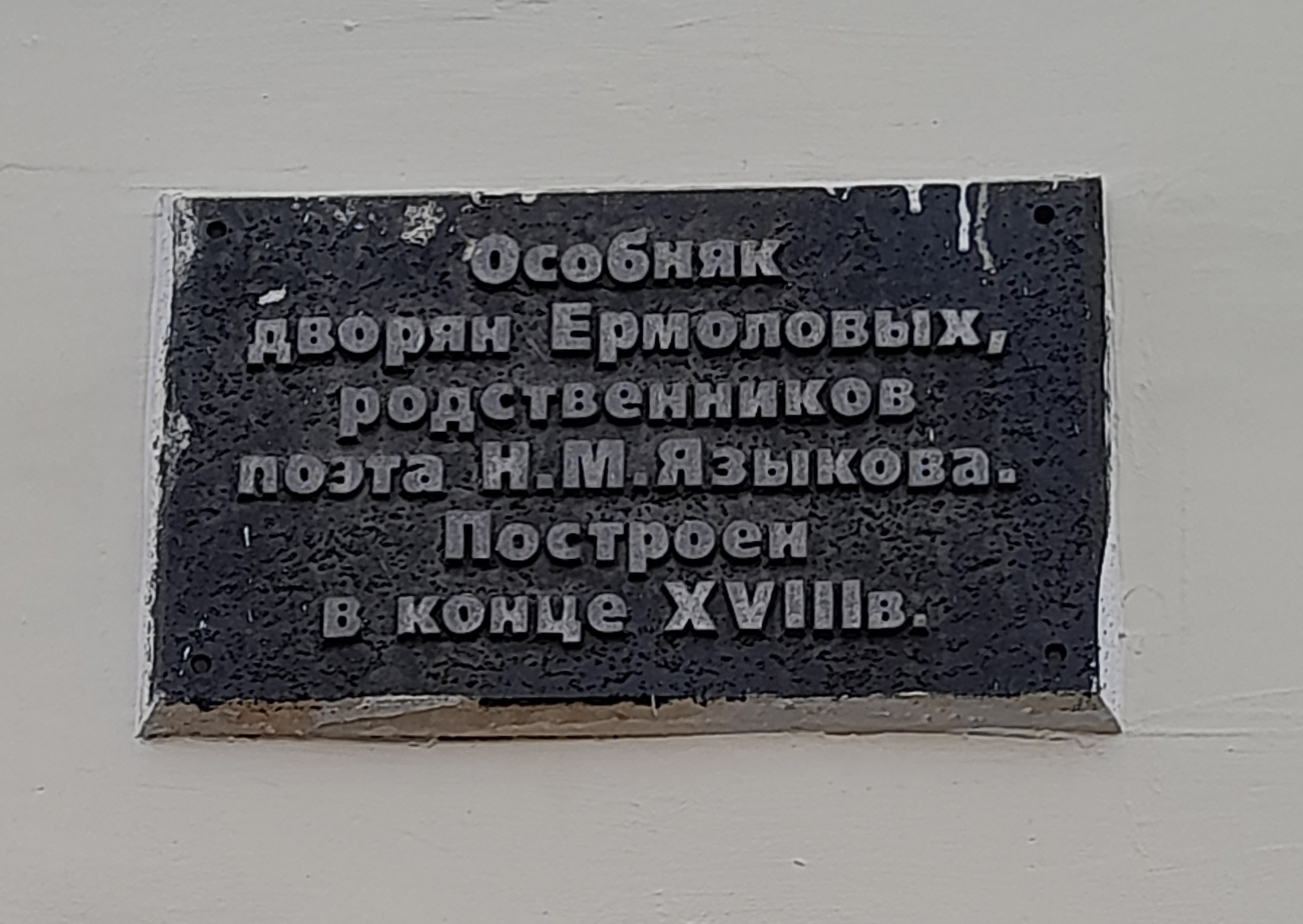
Мемориальная доска на доме Ермоловых.
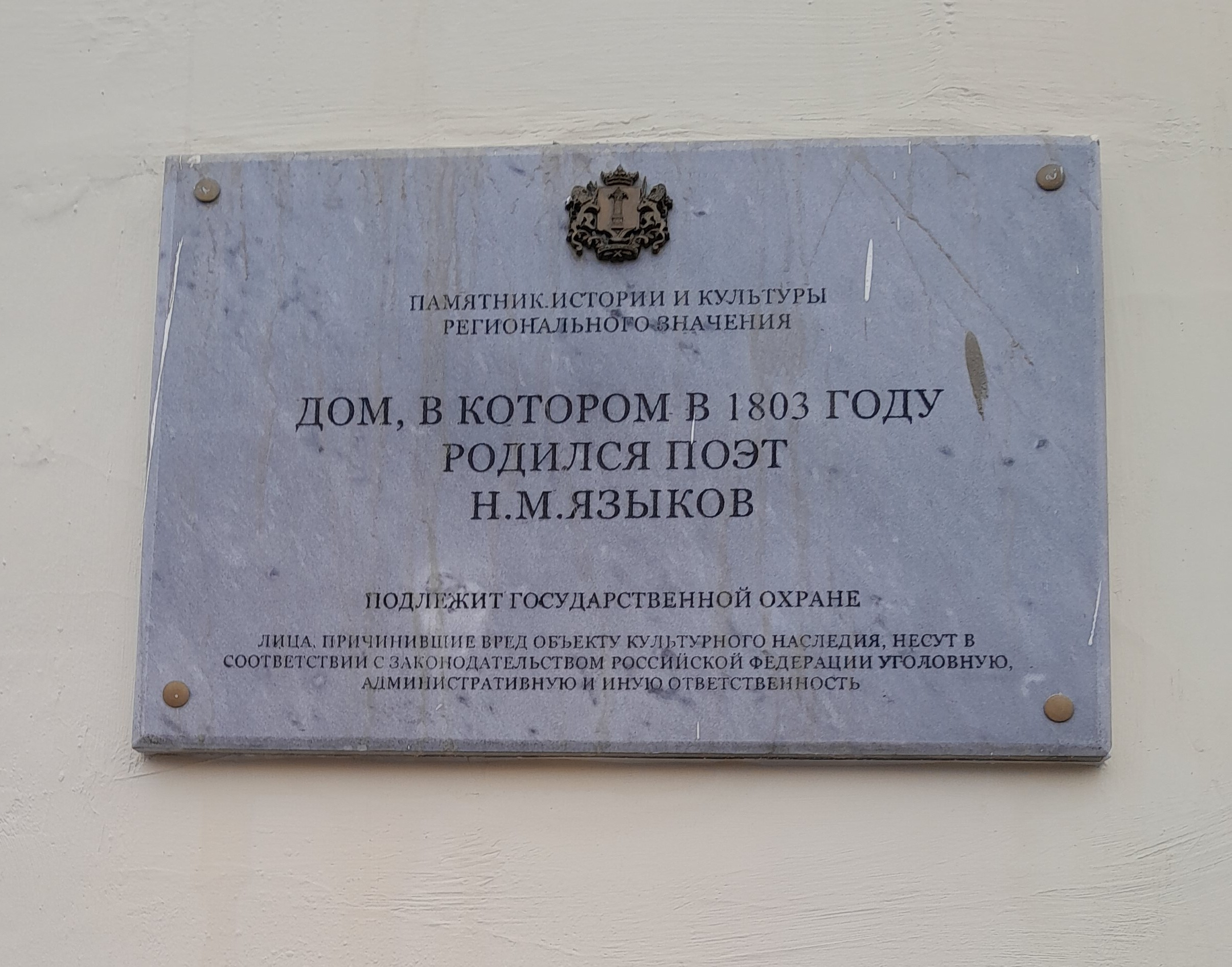
Мемориальная доска на доме Ермоловых.
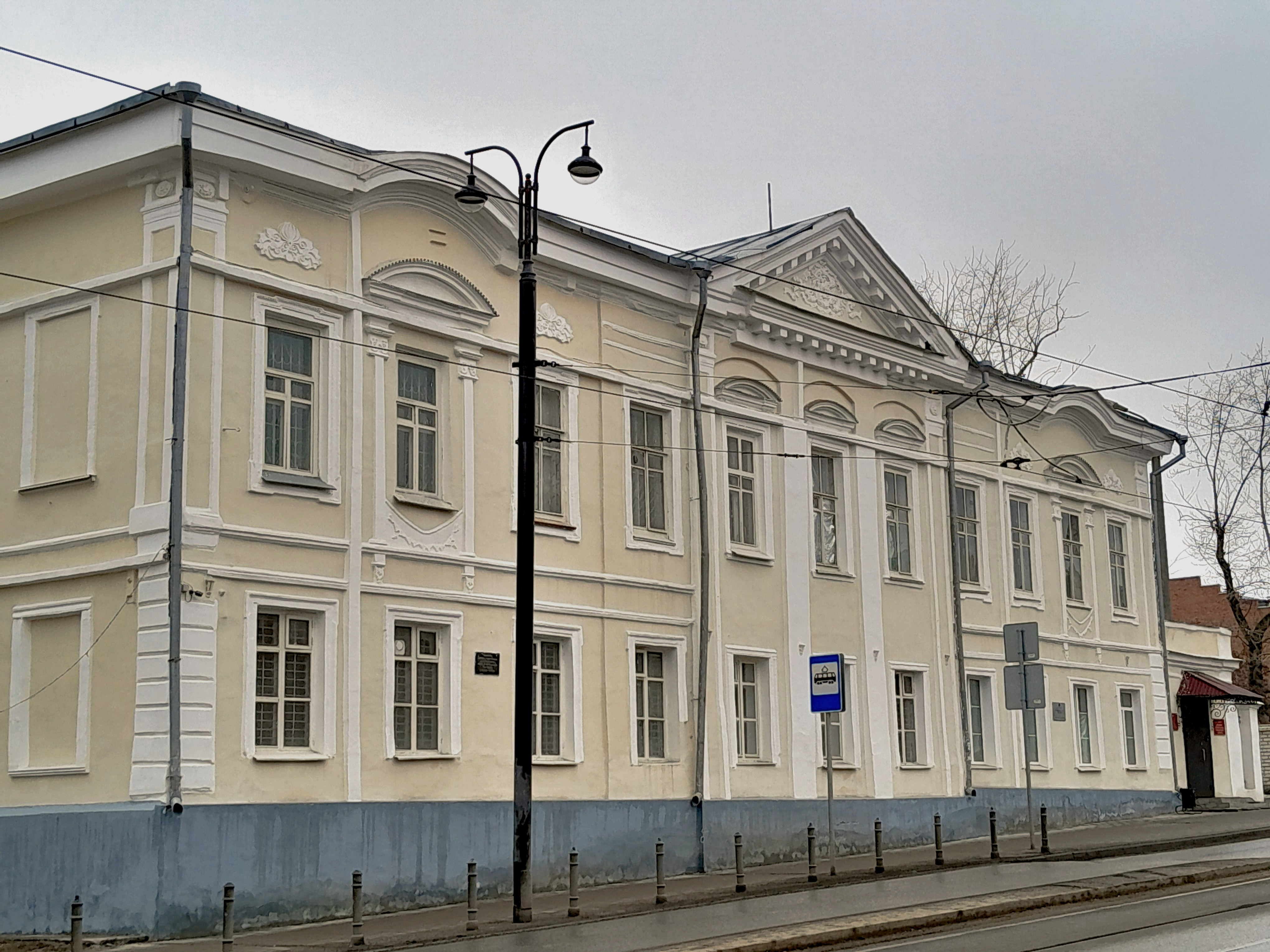
Дом Ермоловых, где родился Н. Языков.
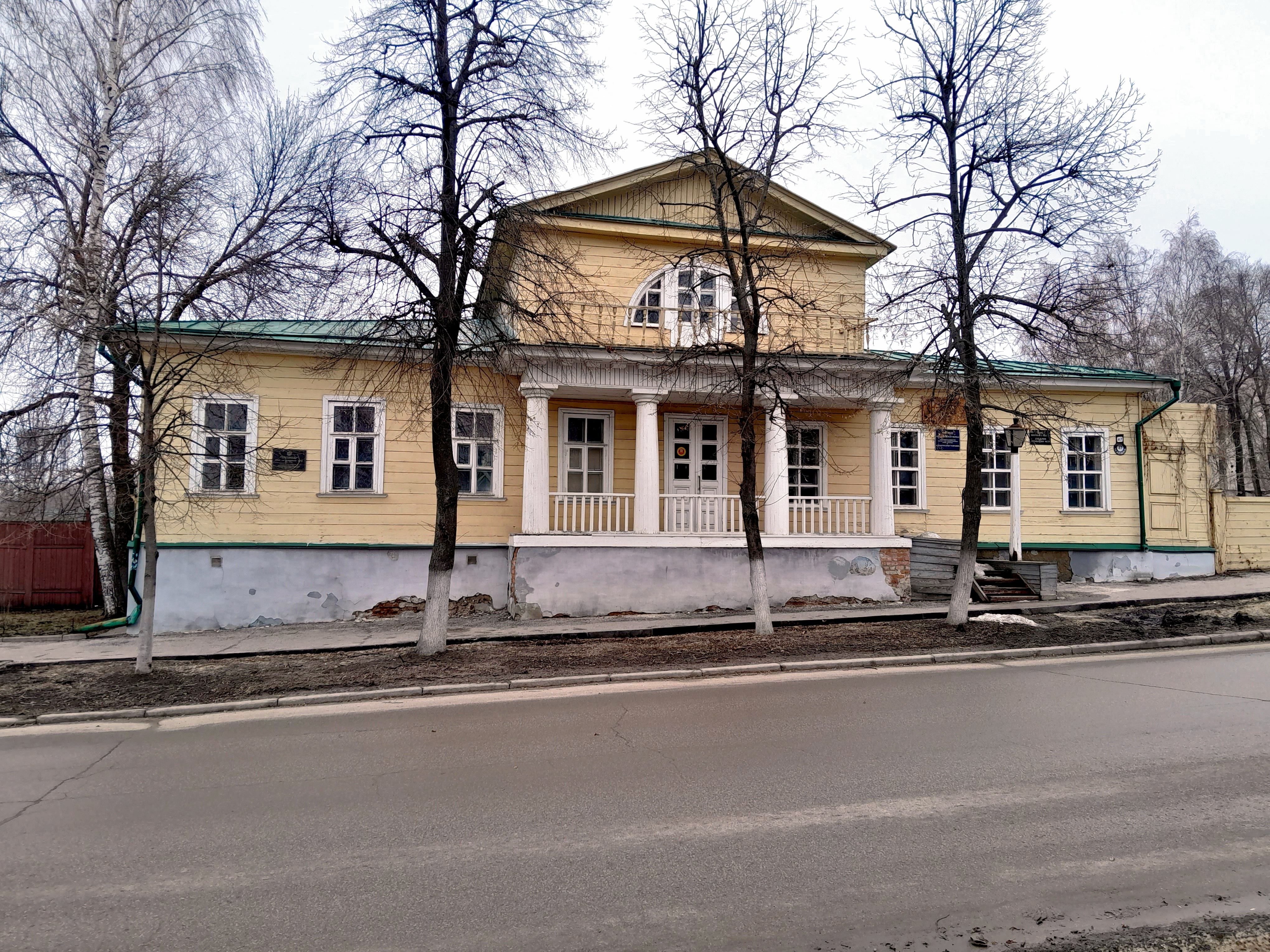
Здание бывшей 1-й полицейской части в Симбирске.
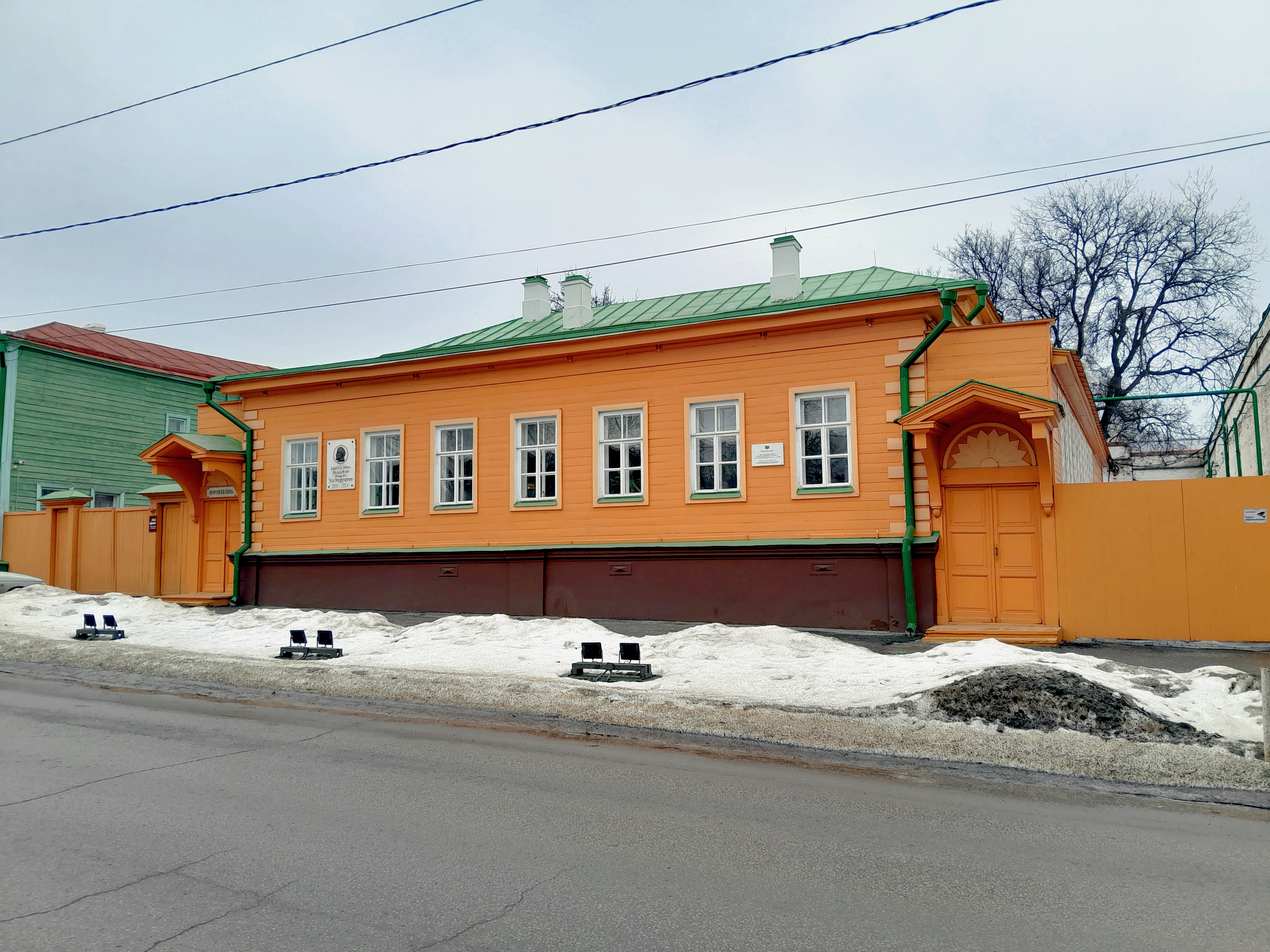
Дом-музей Ленина.
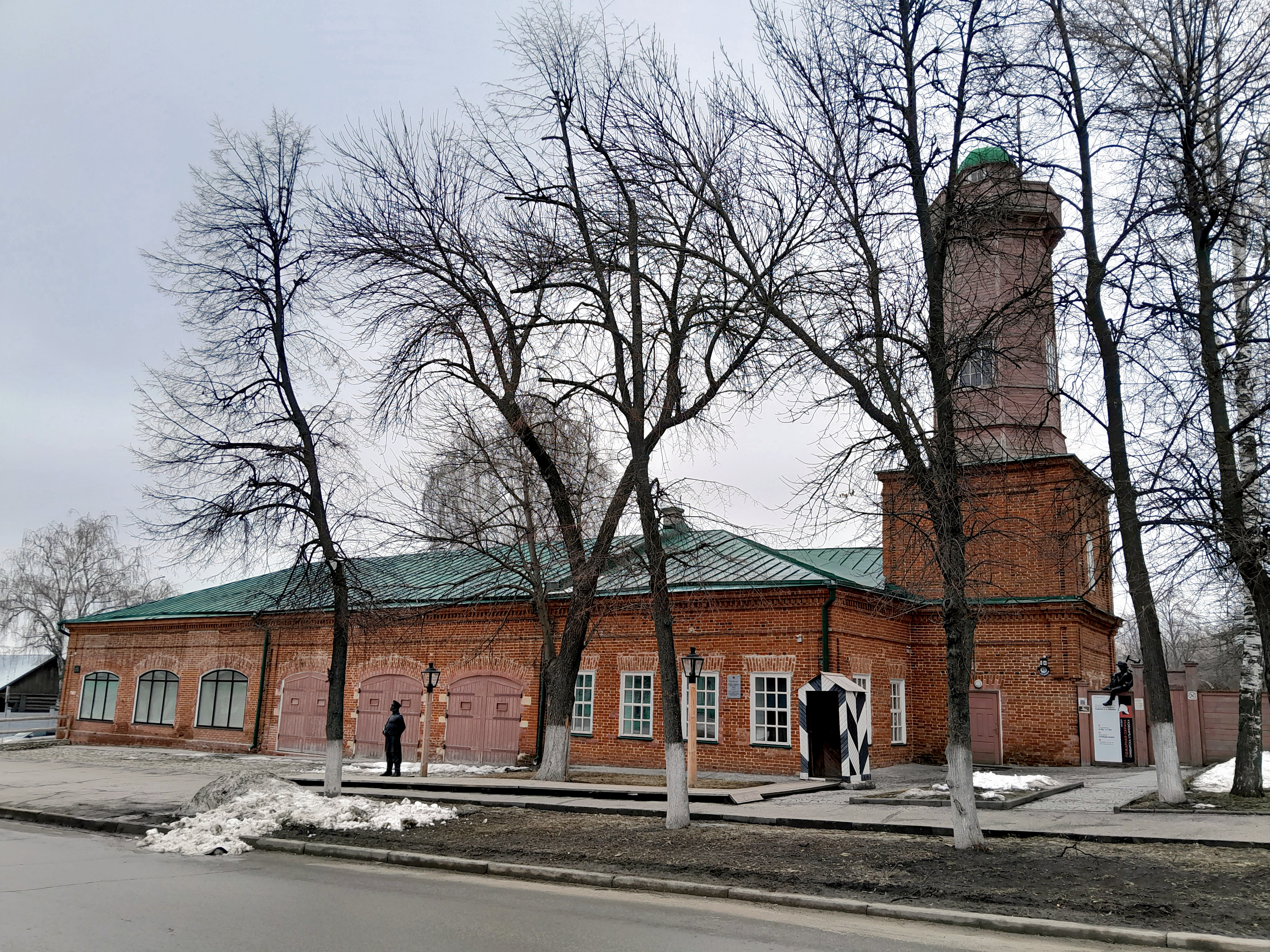
Музей «Пожарная охрана Симбирска-Ульяновска».
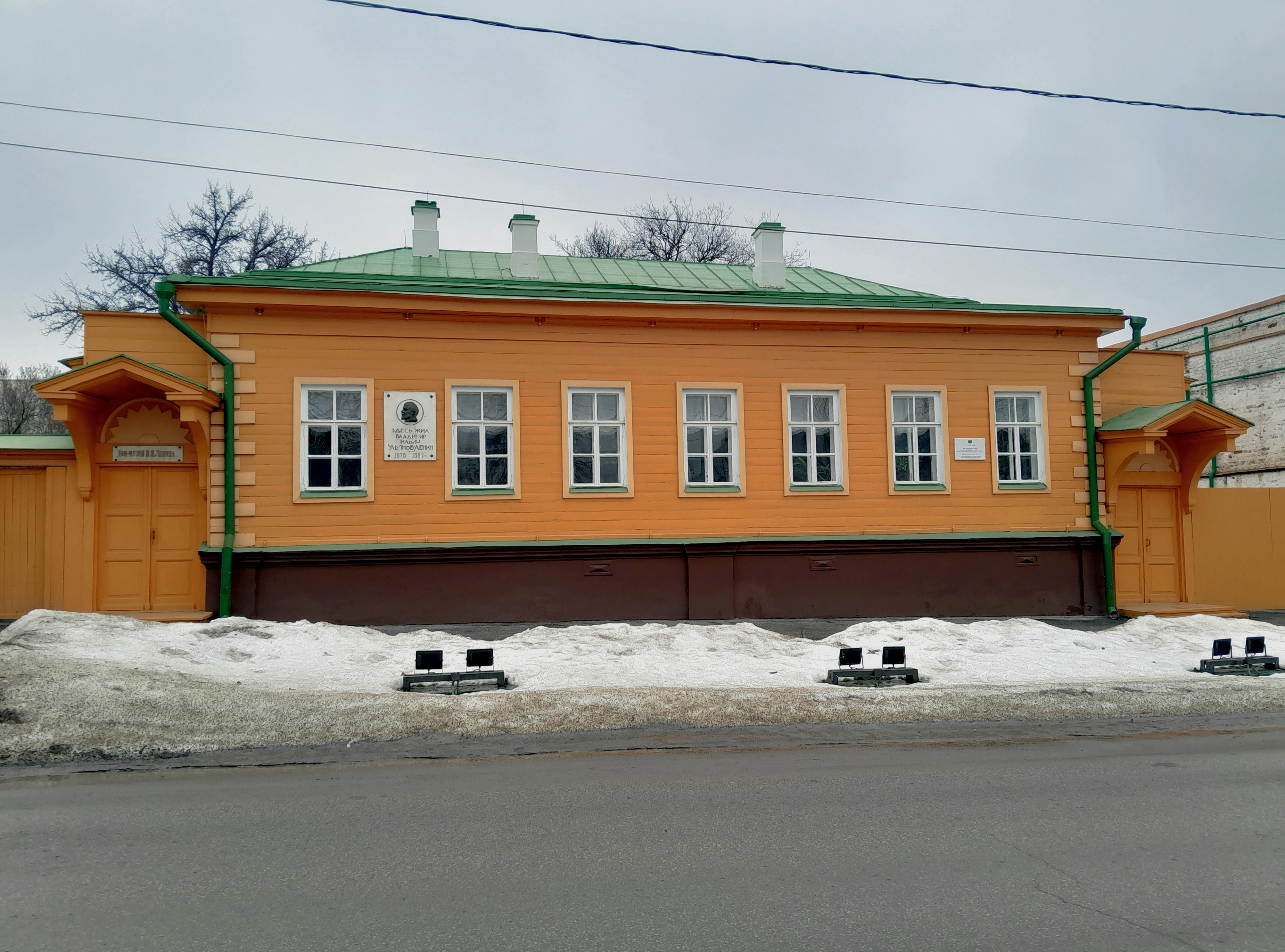
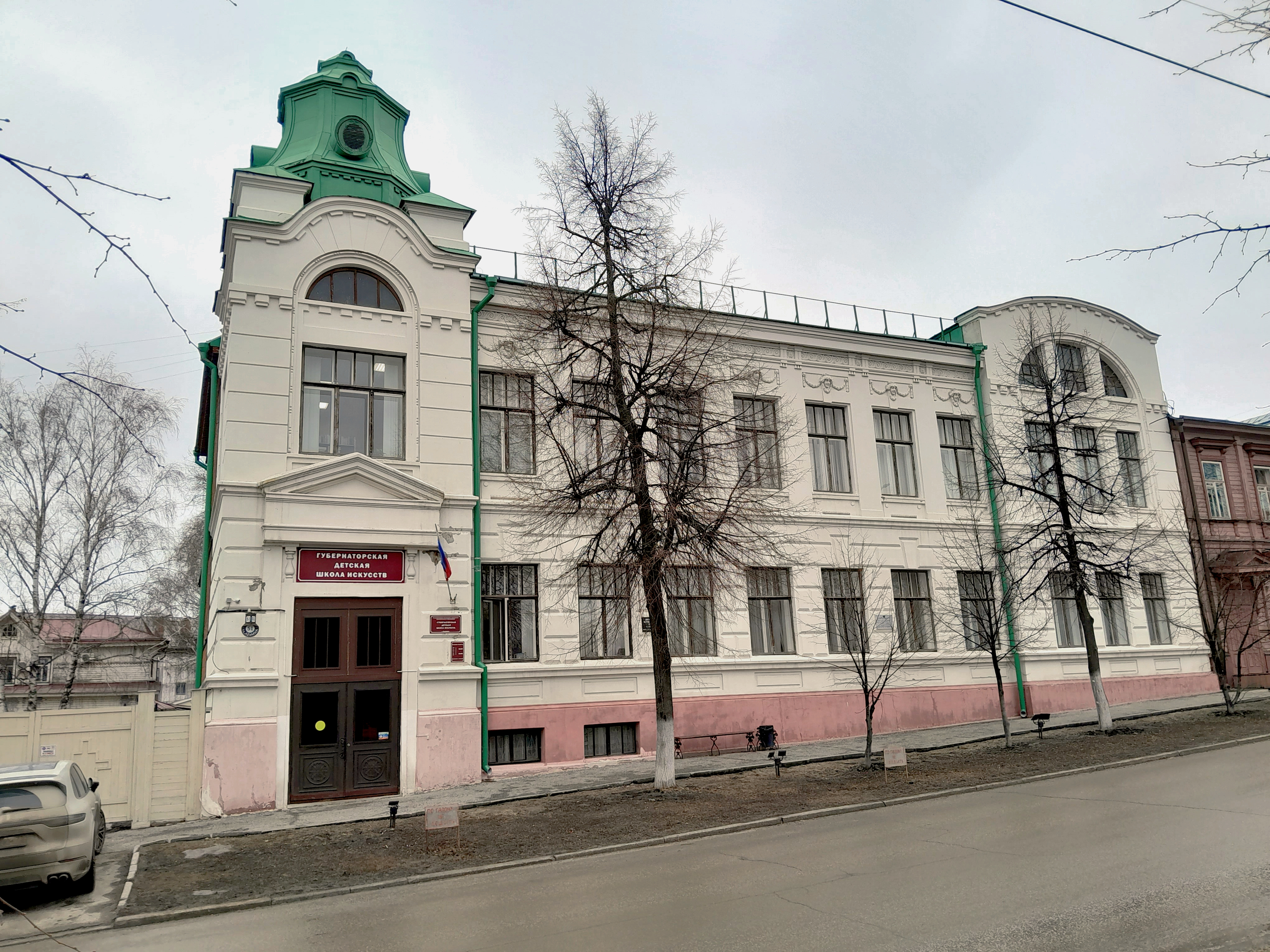
Областная детская школа искусств.
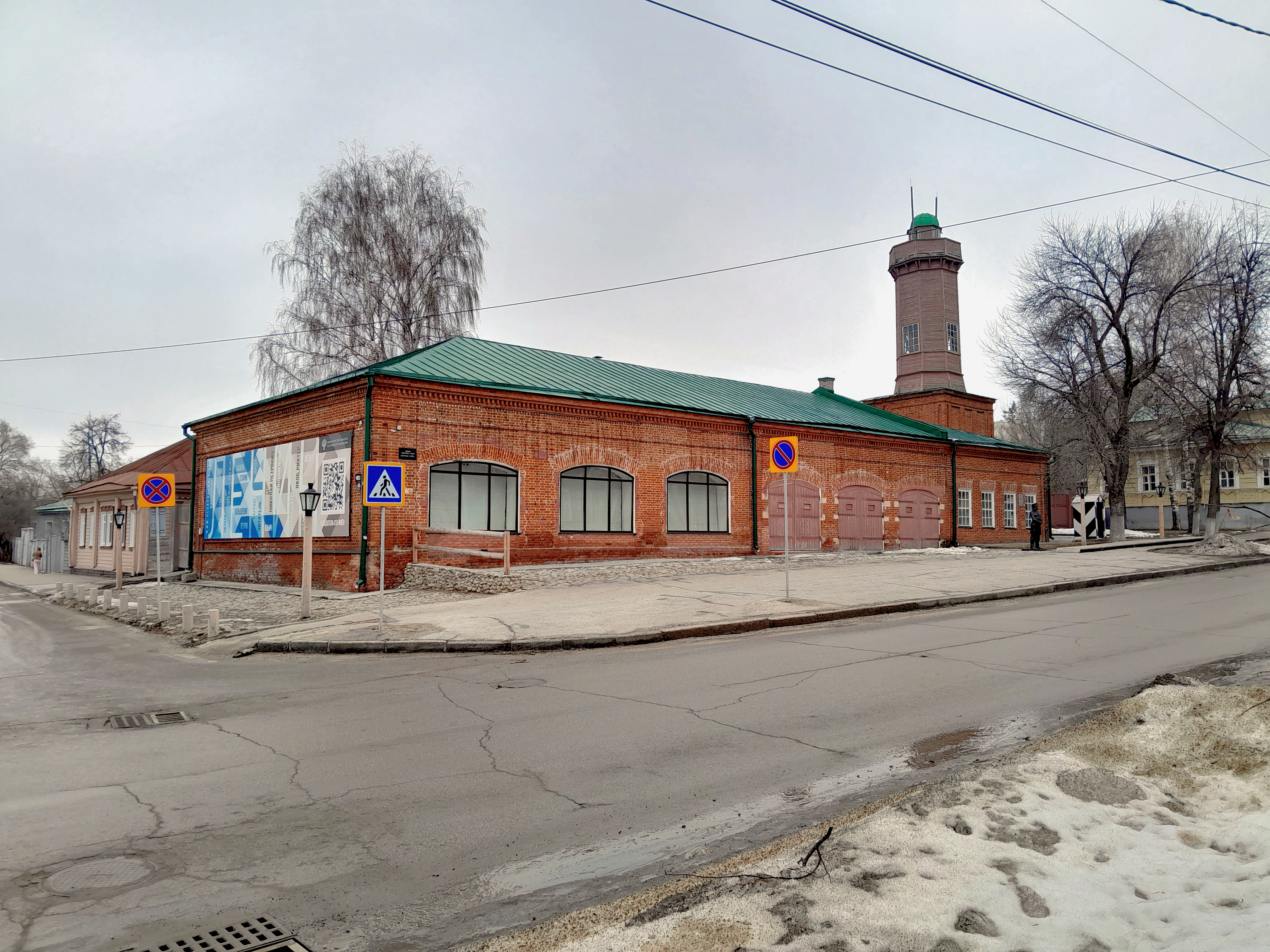

## Улица в филателии

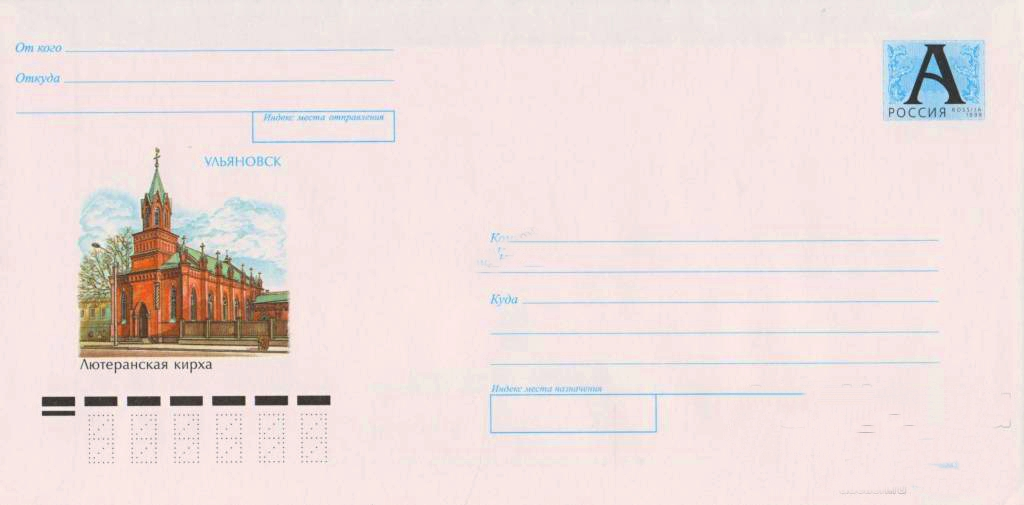
ХМК РФ, 2004. Ульяновск. Кирха.
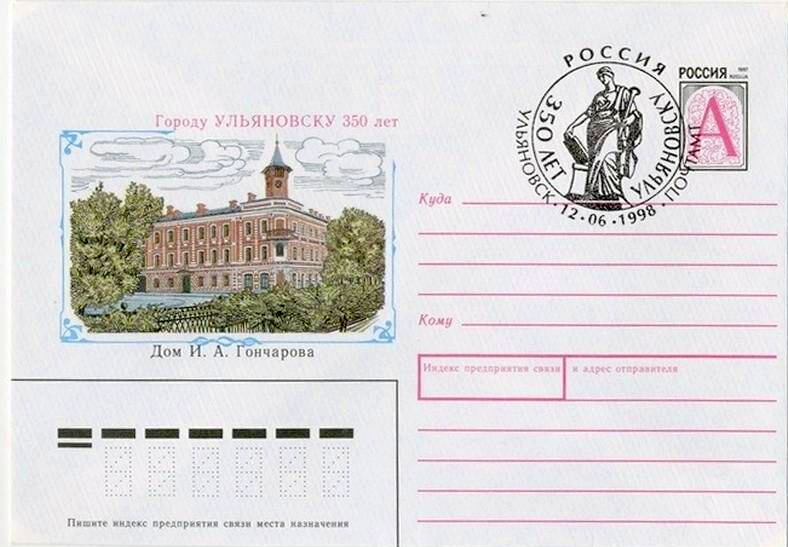
ХМК РФ, 1998 г. «Городу Ульяновску 350 лет. Дом И. А. Гончарова» со СГ.
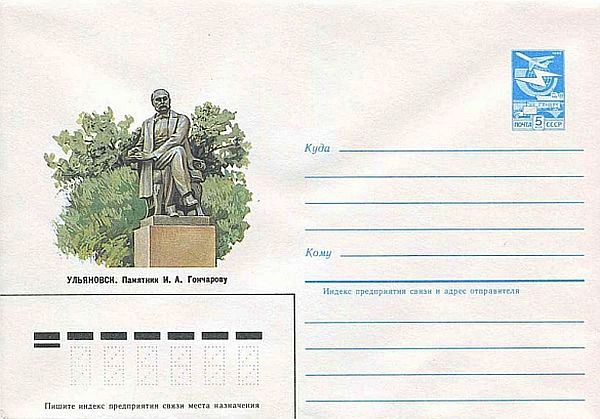
ХМК, 1985 г. Ульяновск. Памятник И. А. Гончарову.
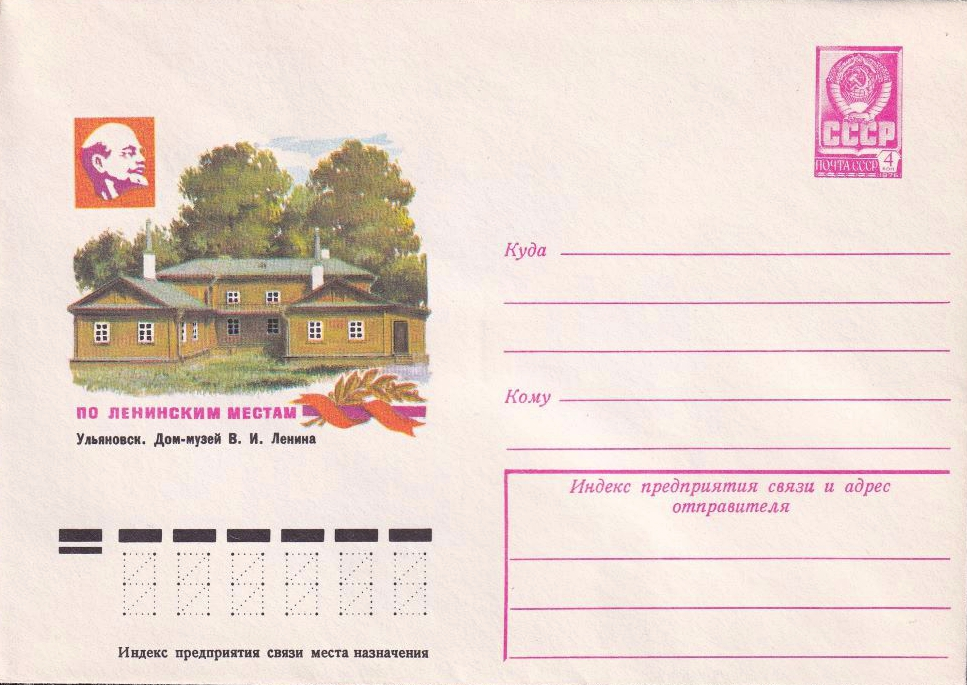
ХМК СССР, 1978 г. Ульяновск. Дом-музей Ленина.
ХК СССР 1973, с надпечаткой «50 лет Дому — музею В. И. Ленина в г. Ульяновске».
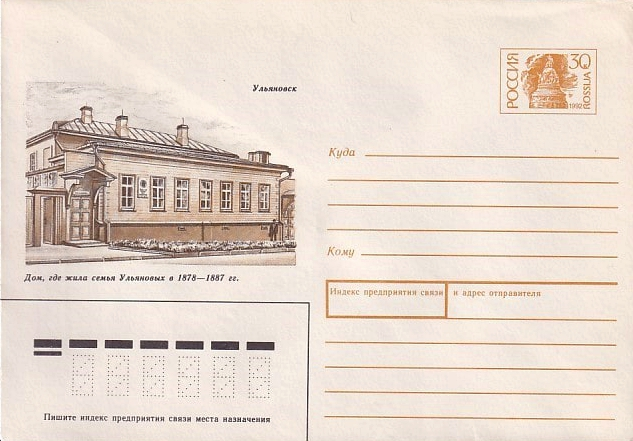
ХМК РФ 1992 г. Ульяновск. Дом семьи Ульяновых.
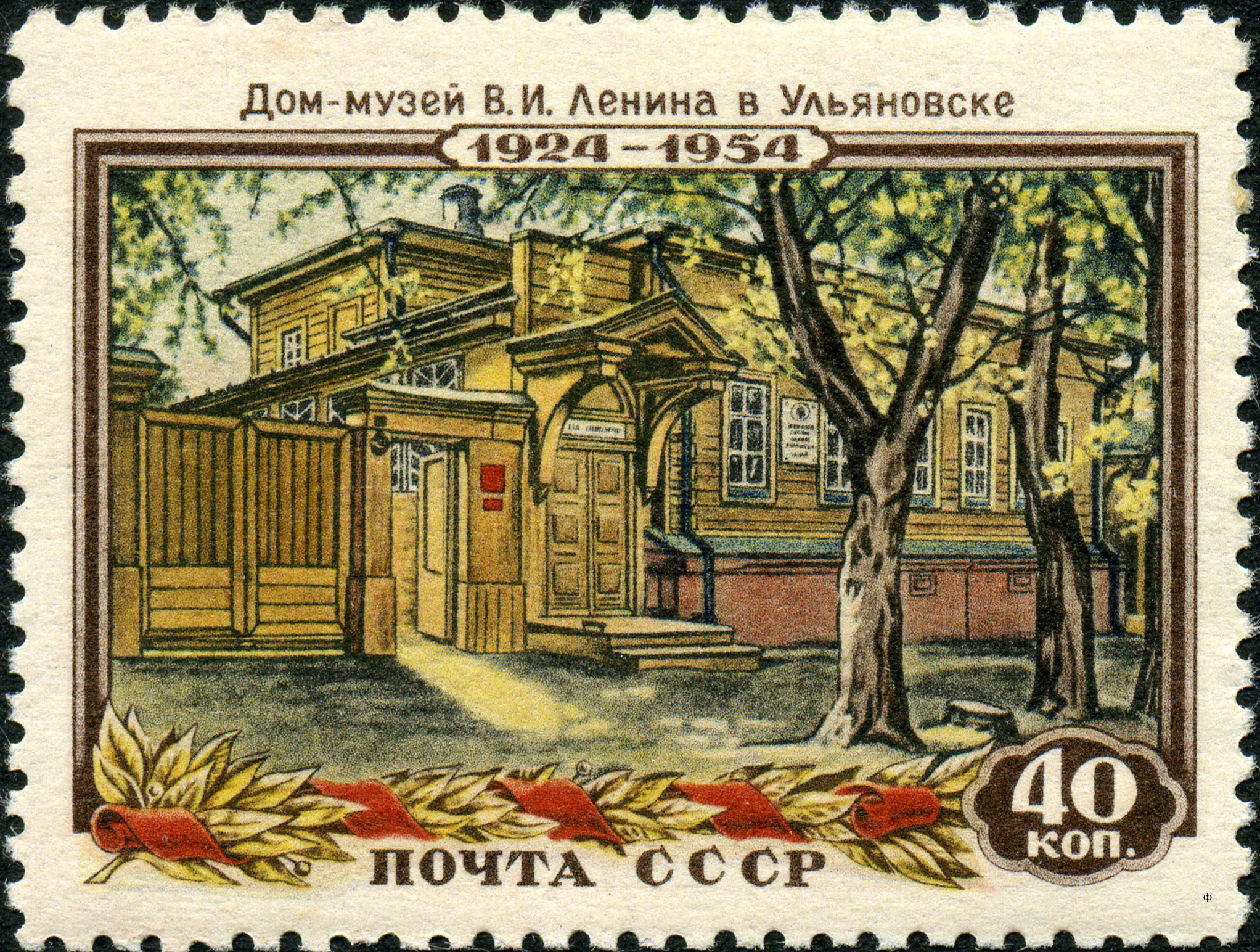
Почта СССР 1954 г. Дом-музей В. И. Ленина в Ульяновске.
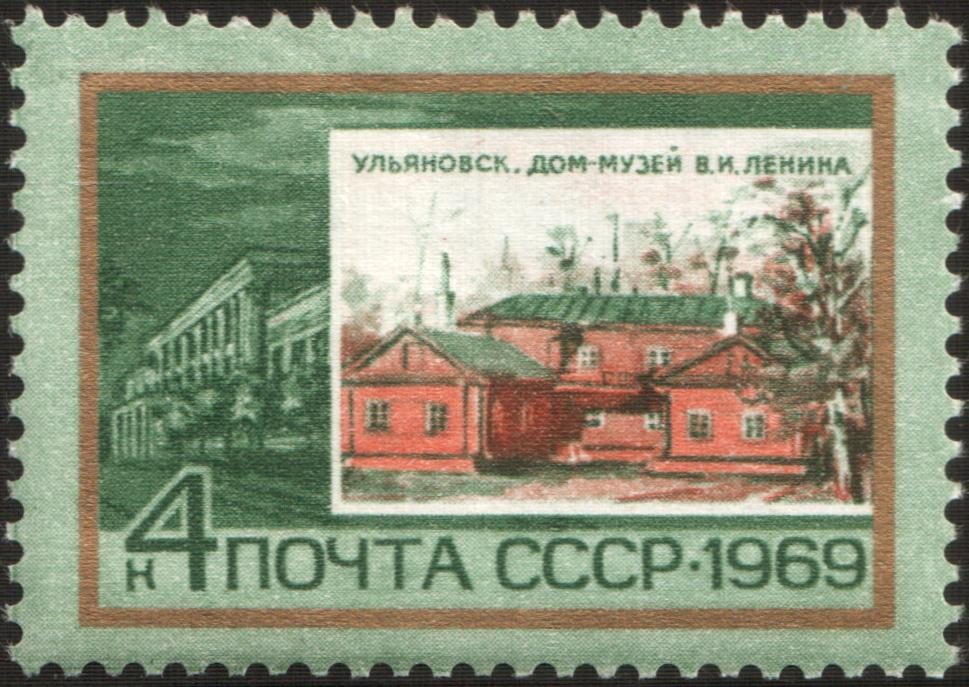
Марка СССР, 1969 г. № 3736 ЦФА. Ульяновск. Дом-музей Ленина.
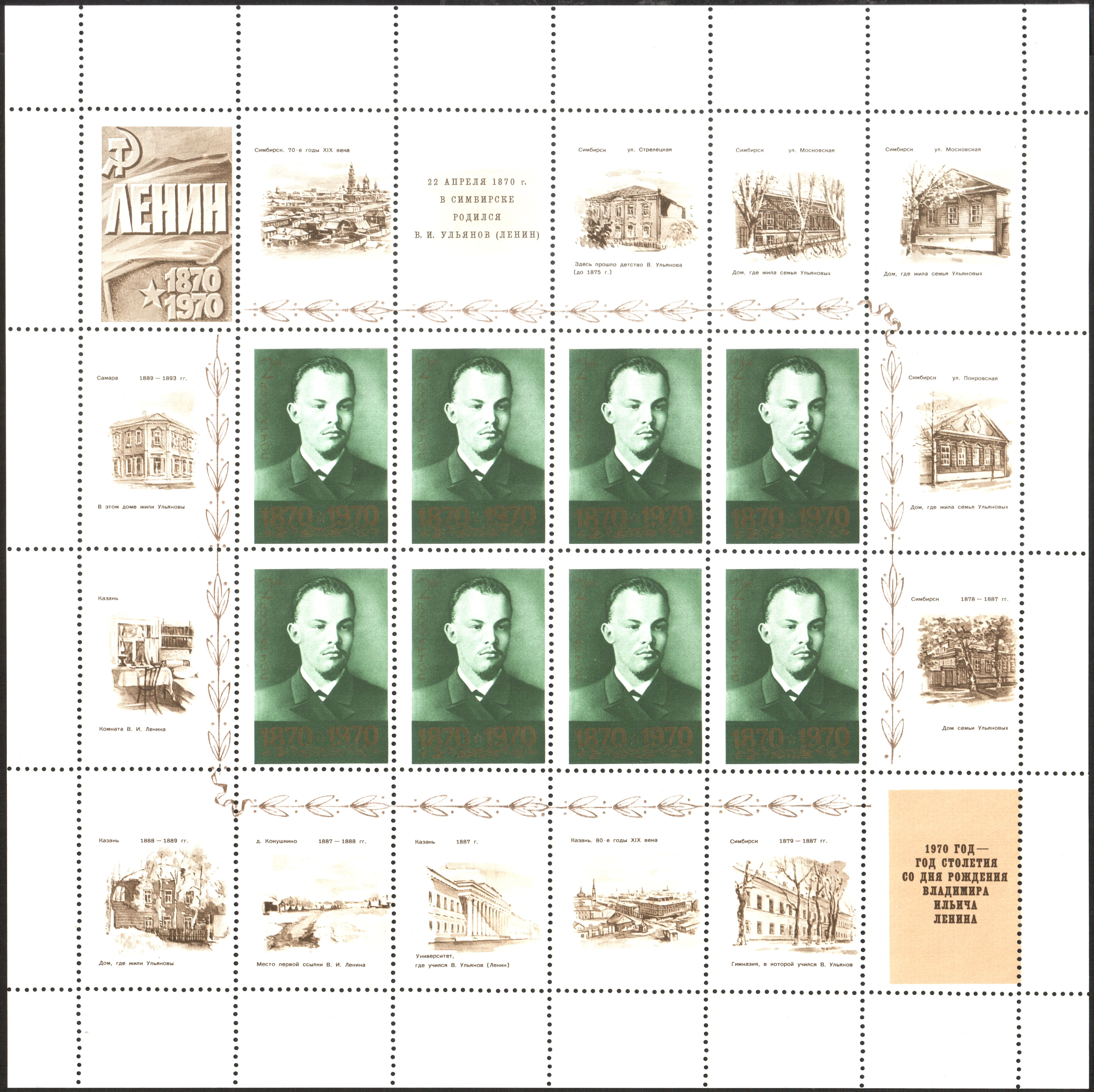
Малый лист. Почта СССР, 1970 г. На купонах — Дома-музеи В. И. Ленина (Симбирск).